# Museo Calvet
Il Museo Calvet è il principale museo di Avignone. La ricchezza e l'importanza delle sue collezioni è assai nota: esse concernono diversi ambiti dell'espressione artistica e della cultura, come l'archeologia, le arti figurative, le arti decorative (in particolare l'oreficeria, le maioliche, le porcellane, gli arazzi, le opere in ferro battuto), nonché l'etnologia dell'Asia, dell'Oceania e dell'Africa. Il solo settore delle belle arti occupa un palazzo privato risalente al 1749.

## Storia

### Il palazzo Villeneuve-Martignan
In questo punto della città si trovava un tempo la "Livrée de Cambrai", che prendeva il nome dal suo ultimo occupante, il cardinale Pierre d'Ailly, vescovo di Cambrai. Nel 1719 fu venduta a François-René de Villeneuve, marchese d'Arzeliers e signore di Martignan, del Principato di Orange 
In seguito, nel 1734, suo figlio, Jacques-Ignace de Villeneuve, decise di ampliare la sua residenza e affidò la direzione dei lavori a Thomas Lainée. Poi, stravagante com'era, fece demolire tutto nel 1741, per poi ricostruire l'intero edificio secondo il progetto di Jean-Baptiste Franque. I lavori terminarono nel 1749 e la famiglia Villeneuve ne godette la proprietà per cinquanta anni. Nel 1800 cadde in ristrettezze, e il palazzo fu venduto nel 1802 ad un commerciante, un certo Deleutre, che lo affittò al Municipio perché vi sistemasse le collezioni d'arte donate da Esprit Calvet. Il 3 marzo 1833 il Municipio acquistò tutto l'immobile e lo trasformò in museo

Il primo ottobre 1963 il palazzo Villeneuve-Martignan è stato classificato "Monumento storico"..

### Esprit Calvet e il museo
Grande collezionista e fisiocrate per formazione, Esprit Calvet (1728-1810) dedicò tutta la sua vita alla medicina e alle arti. Nel 1810, lasciò per testamento ad Avignone, sua città natale, una ricca biblioteca, una collezione di storia naturale e una galleria di quadri e oggetti antichi con i fondi necessari alla manutenzione e alla conservazione, ma con il preciso impegno di creare una istituzione autonoma. Un decreto imperiale del 9 aprile 1811 permise al sindaco di accettare, in nome e per conto della Municipalità di Avignone, il lascito universale fatto a suo vantaggio. Il Musée Calvet, chiamato così in suo onore, conserva numerosi dei suoi oggetti d'arte.

A partire dagli anni 1980 il Museo è stato diviso in due parti, situate in due edifici diversi: le collezioni d'arte sono rimaste nel palazzo Villeneuve-Martignan, mentre il Museo lapidario (gliptoteca) è stato ricollocato nell'antica cappella del collegio dei Gesuiti in rue de la République.

## Le collezioni: 1. la pittura
Il museo d'arte custodisce oggetti d'arte, disegni, sculture e quadri. La collezione di quadri comprende opere che vanno dal XV al XX secolo.

### La pittura francese

#### Il 1500 e il 1600
- Simon de Châlons : La Sainte parenté ; L'Adoration des bergers ; La Résurrection du Christ ; Déploration sur le Christ mort.
- Nicolas Mignard : Saint Michel écrasant les anges rebelles ; Saint Bruno en oraison ; Le Vice-légat Frédéric Sforza ; La Vierge remettant le scapulaire à saint Simon Stock ; La Pietà ; Autoportrait.
- Pierre Mignard : Portrait d'Henri de Forbin Maynier, baron d'Oppède ; La rencontre d'Alexandre avec la reine des amazones.
- Pierre II Mignard : Allégorie du printemps ; Allégorie de l'été ; Allégorie de l'automne ; Allégorie de l'hiver ; Apollon faisant écorcher Marsyas ; Noli me tangere.
- Reynaud Levieux : Laban cherchant ses idoles ; L'Archange Gabriel apparaissant à Zacharie.
- Pierre Dupuis : Nature morte aux légumes et abricots.

#### Il 1700
- Nicolas de Largillierre : Portrait de Pierre Parrocel.
- Jean Raoux : Jeune Femme lisant une lettre ; Le Silence, ou Femme à la fenêtre soulevant un rideau.
- Pierre Parrocel : La Résurrection du Christ.
- Étienne Parrocel : Saint Jean-Baptiste désignant le Messie ; Saint Camille de Lellis présenté à la Trinité.
- Jean Valade : Marie-Anne de Montboissier-Beaufort-Canillac, marquise de Beaumont ; Portrait de Joseph François Xavier de Seytres.
- Jacques de Lajoüe : Marine, temps calme.
- Philippe Sauvan : La Souveraineté ; Portrait d'Esprit Calvet ; La Ville d'Avignon restituée au Saint Siège.
- Joseph Vernet : L'Entrée d'un port de mer par temps calme ; La Gondole italienne ; Fraîche matinée, partie de plaisir ; Naufrage d'un voilier sur des rochers ; La Bergère des Alpes ; Matin sur terre, la pêche en rivière ; Midi sur terre, coup de vent ; Matin à la mer, effet de brouillard ; Marine, soleil levant, port avec un temple.
- Joseph-Marie Vien : La Présentation de Jésus au temple.
- Jean-Baptiste Marie Pierre : La Décollation de saint Jean-Baptiste.
- Louis-Michel van Loo : Portrait de Joseph Vernet.
- Hubert Robert : Le Printemps ; La Fontaine de Vaucluse ; Paysage de ruines avec fontaine ; Passage d'un troupeau devant le Colisée et l'Arc de Constantin à Rome.
- Jean-Baptiste Regnault : L'Éducation d'Achille par le centaure Chiron.
- Jean-François-Pierre Peyron : Curius Dentatus refusant les présents des ambassadeurs samnites.
- Jacques-Louis David : La Mort de Joseph Bara.
- Élisabeth Vigée Le Brun : Portrait de Giuseppina Grassini.

## Galleria d'immagini 1

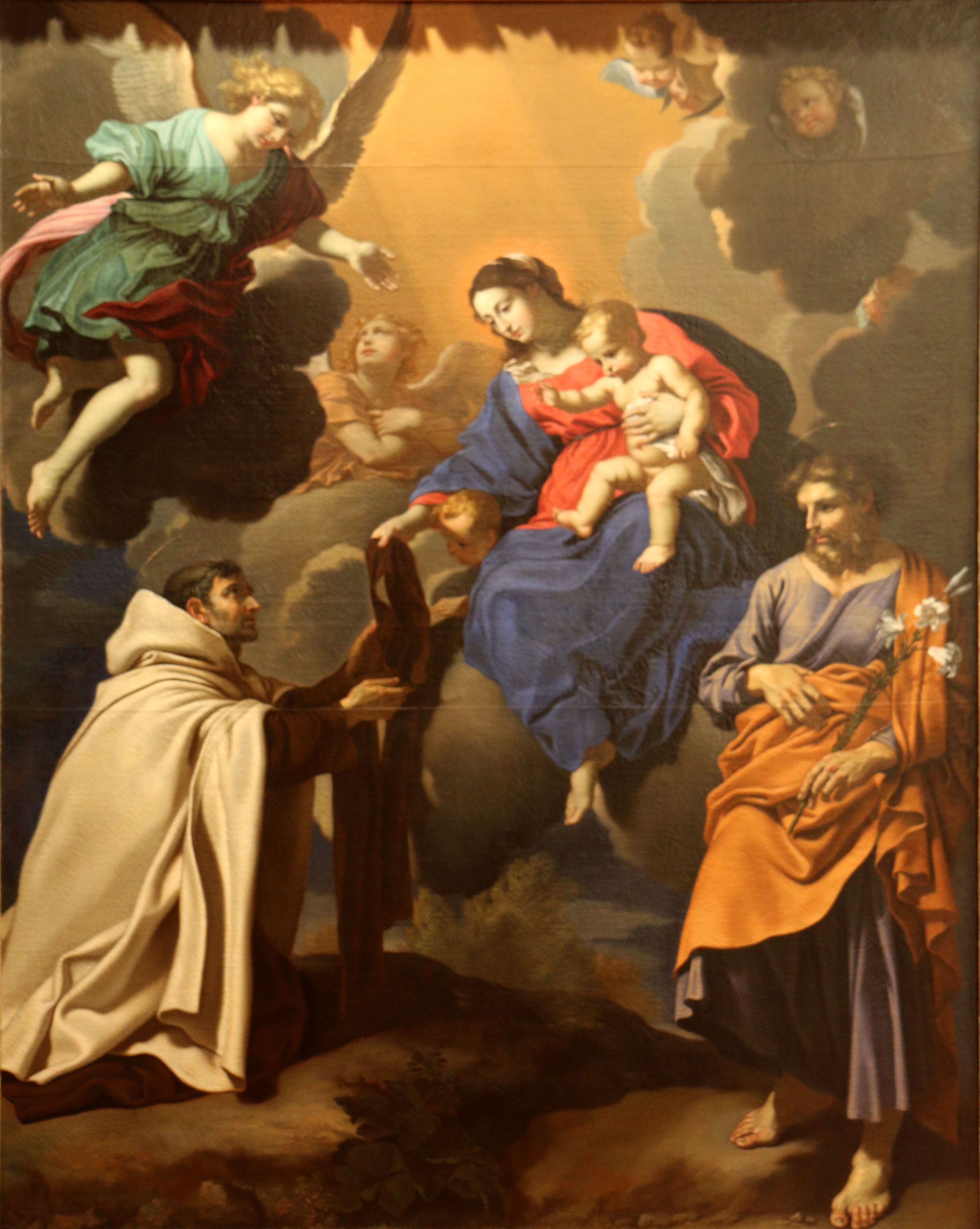
Nicolas Mignard, La Vergine consegna uno scapolare a San Simon Stock.
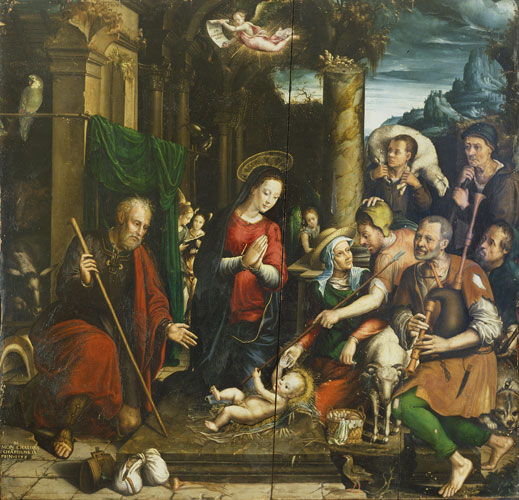
Simon de Châlons, L'adorazione dei pastori.
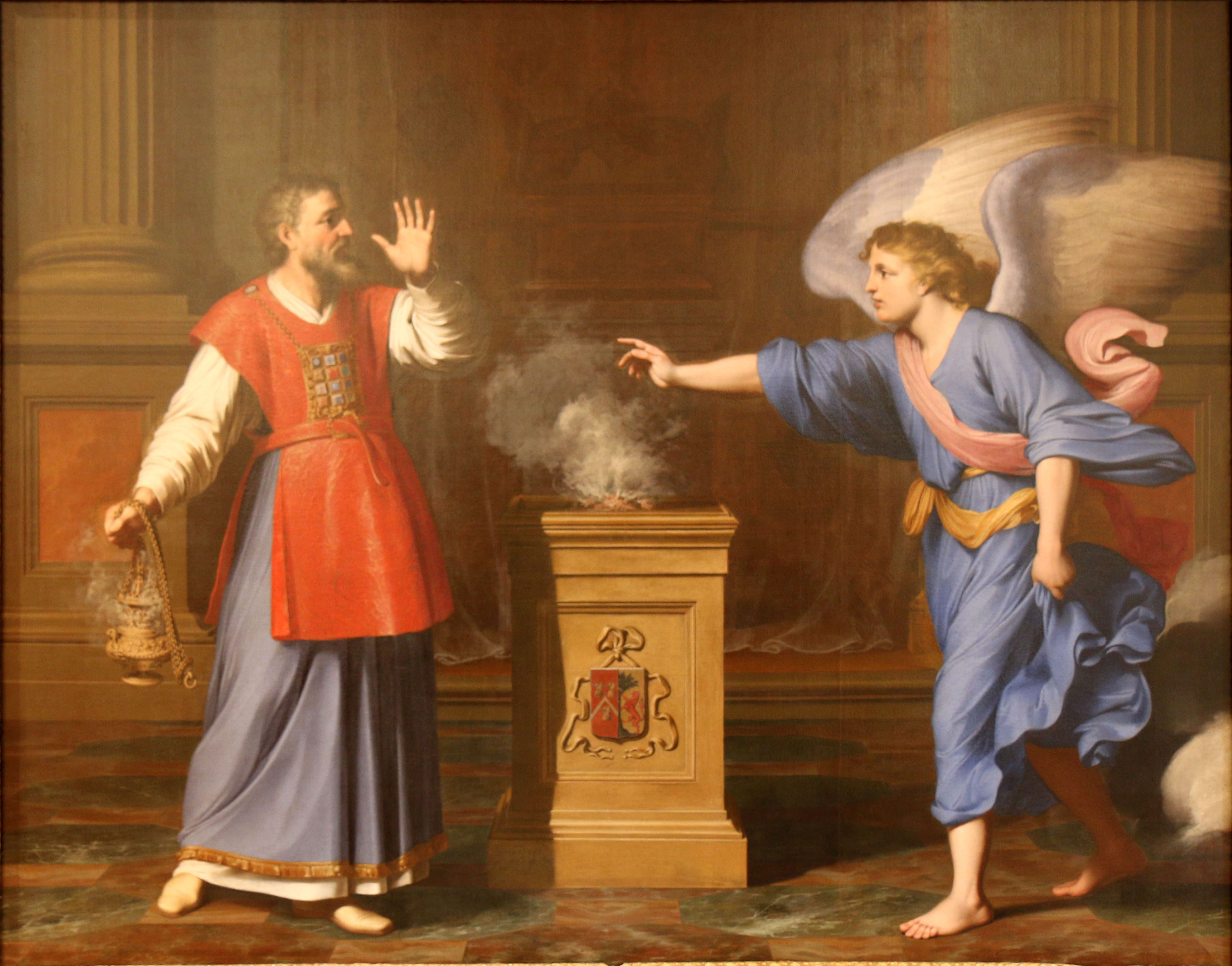
Reynaud Levieux, L'Arcangelo Gabriele appare a Zaccaria.
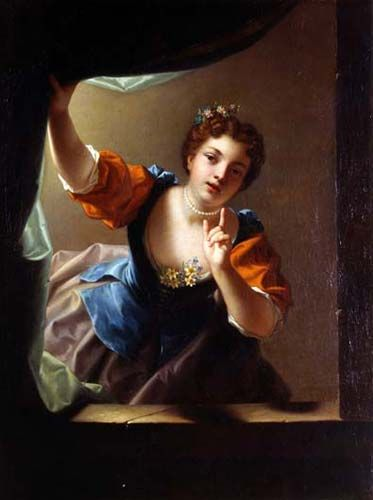
Jean Raoux, L'indiscreta.

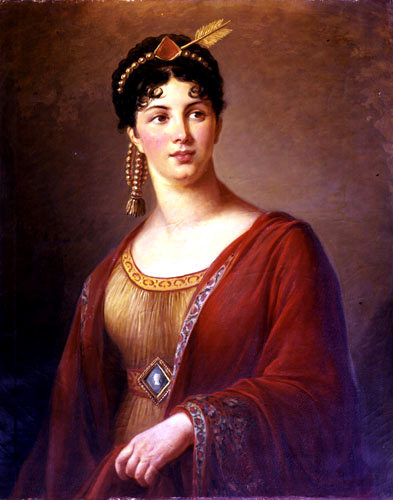
Élisabeth Vigée Le Brun, Ritratto di Giuseppina Grassini.
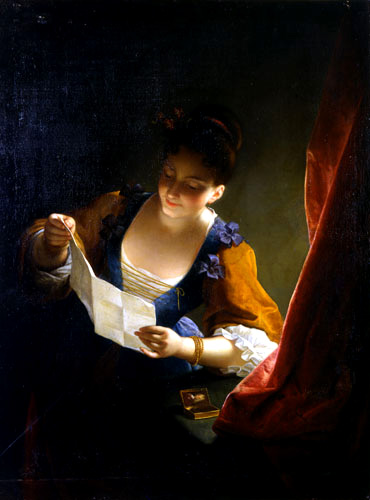
Jean Raoux, Giovane donna che legge una lettera.
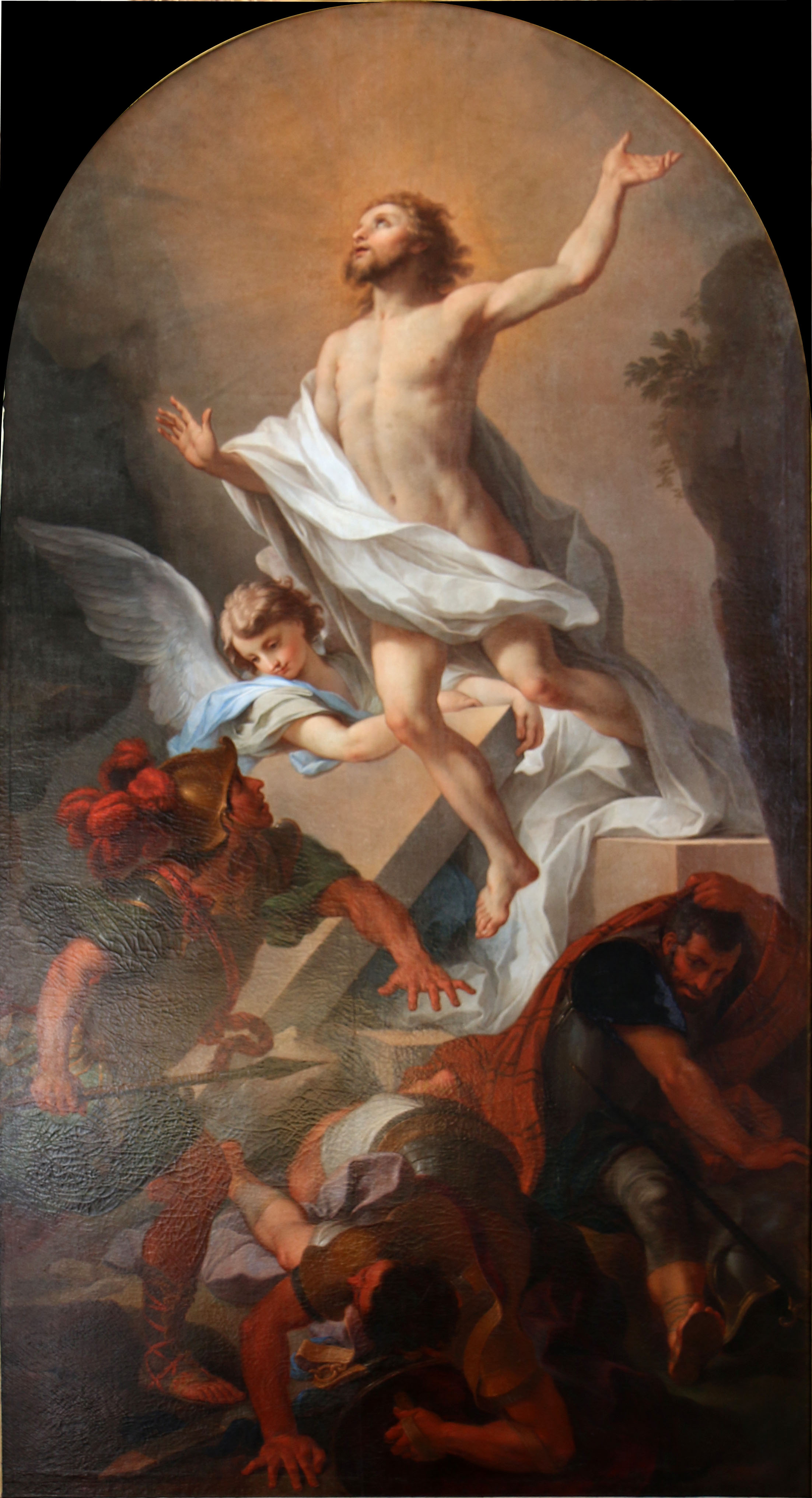
Pierre Parrocel, La Risurrezione di Cristo.
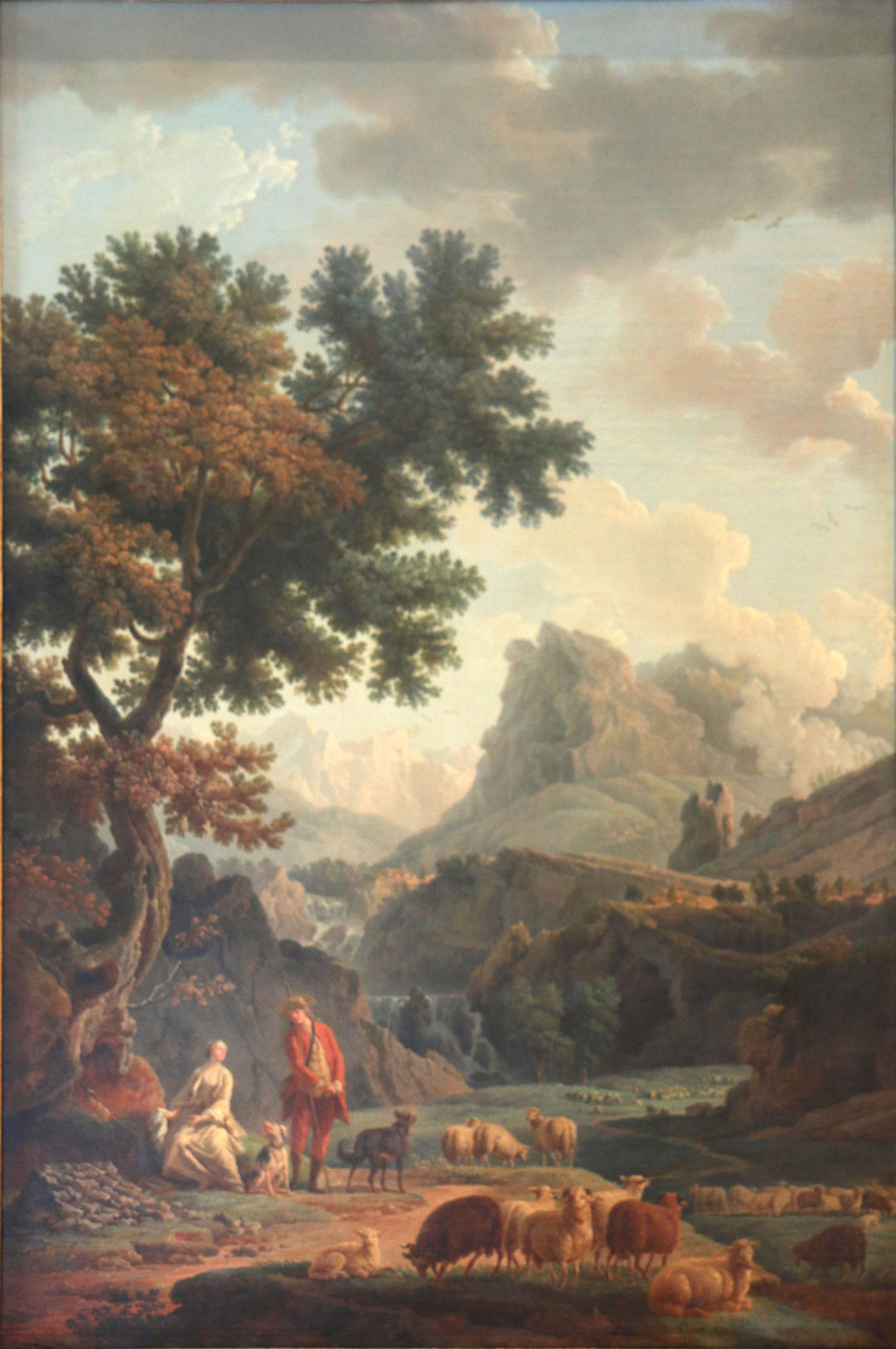
Joseph Vernet, La pastora delle Alpi.
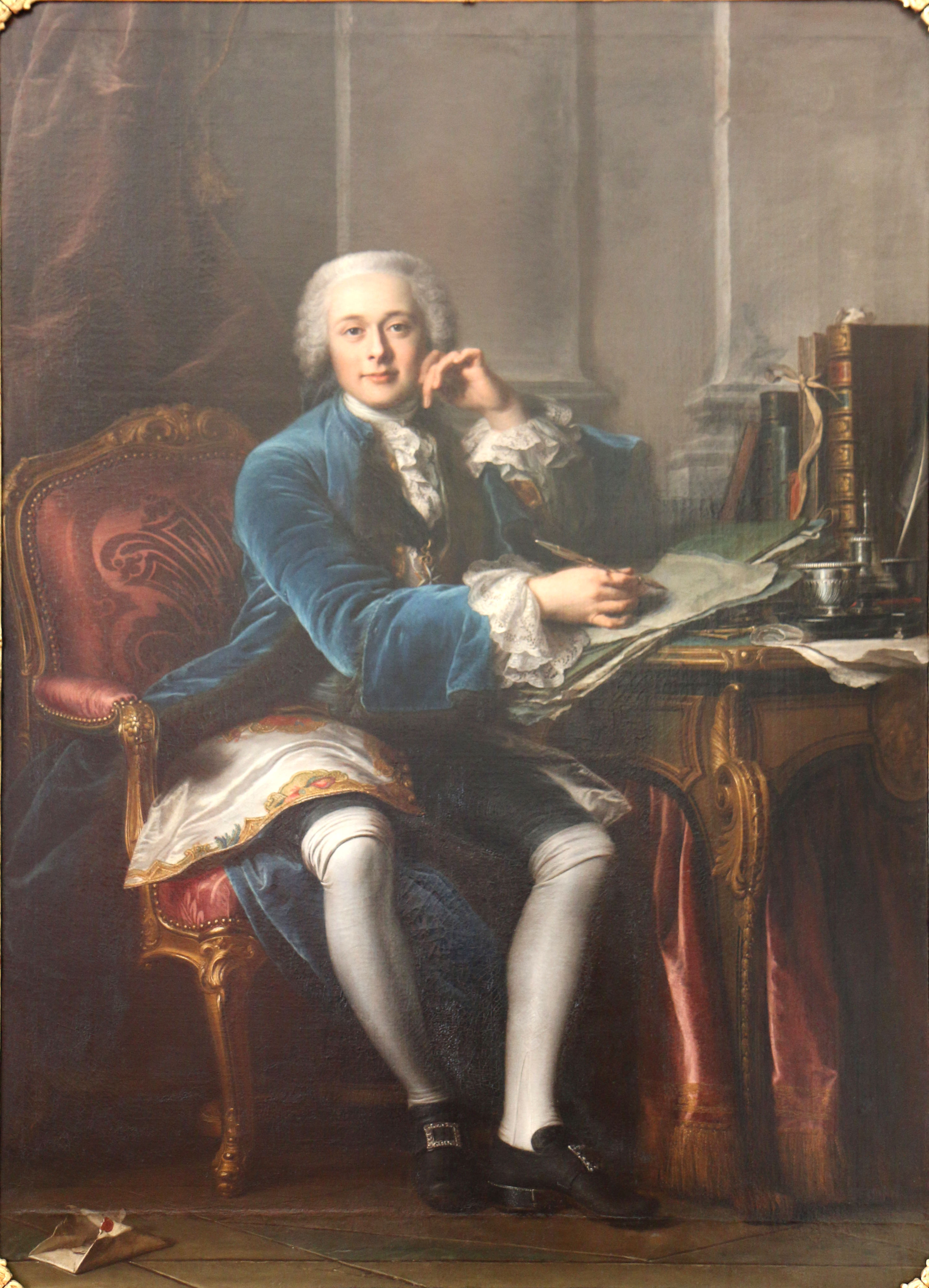
Jean Valade, Ritratto del marchese di Caumont.

### Il 1800
- Horace Vernet: Joseph Vernet, attaché à un mât, étudie les effets de la tempête ; Mazeppa.[11]
- Jean-Joseph Lacroix: La Légende du Christ des pénitents noirs.
- Jean-Antoine Constantin: Vue de la Fontaine de Vaucluse.
- François Marius Granet: Réception de Jacques de Molay dans l'ordre du temple.
- Claude Marie Paul Dubufe: Apollon et Cyparisse.
- Jean-Baptiste Camille Corot: Site d'Italie.
- Jean-Joseph-Xavier Bidauld: François Ier à la Fontaine de Vaucluse.
- Eugène Devéria: Portrait de Esprit Calvet.
- Auguste-Barthélemy Glaize: Luca Signorelli se disposant à peindre son fils tué en duel à Cortona.
- D'après Antoine-Jean Gros: La Bataille de Nazareth.
- Isidore Dagnan: Vue d'Avignon et du pont Saint-Bénézet.
- Auguste Bigand: Caravage dans son atelier.
- Pierre Révoil: Charles-Quint à l'abbaye de Saint-Just.
- Paul Huet: Vue générale d'Avignon et de Villeneuve-lès-Avignon, prise de l'intérieur du fort Saint-André ; Vue d'Avignon prise du côté nord.
- Théodore Chassériau: Baigneuse endormie.
- Alfred Sisley: L'Église de Moret.
- Armand Guillaumin: La Pointe de la Baumette.
- Paul Guigou: Autoportrait ou l'homme à la pipe.
- Pierre Grivolas: Les Flagellants au XIVe siècle ; Le Marché de la place Pie.
- Victor Leydet: Avant la messe ; Portrait de jeune homme en pied.
- Paul Vayson: L'Enfant prodigue gardant les porcs.
- Clément Brun: Rue à Villeneuve-lès-Avignon.

### Il 1900
- Émile Bernard : Portrait de Paul Léautaud.
- Pierre Bonnard : Jour d'hiver.
- Chaïm Soutine : L'Idiot ; Déchéance ; Le Vieillard ; La Raie ; Vue d'un village, Céret en Roussillon
- Maurice Denis : La Maternité blanche.
- Alfred Lesbros : Rue à Villeneuve-lès-Avignon ; Footing.
- Louis Agricol Montagné : Portrait de Jules Belleudy à son bureau.
- René Seyssaud : Rivière en automne.
- Jules Valadon : Portrait de Joseph Rignault à vingt ans.
- Louis-Mathieu Verdilhan : Vue du Vieux-Port à Marseille.
- Maurice de Vlaminck : Sur le zinc.
- Auguste Chabaud : Grande baigneuse bleue ; Les Arènes.
- Albert Gleizes : Maternité.
- Joe Downing : Peinture.

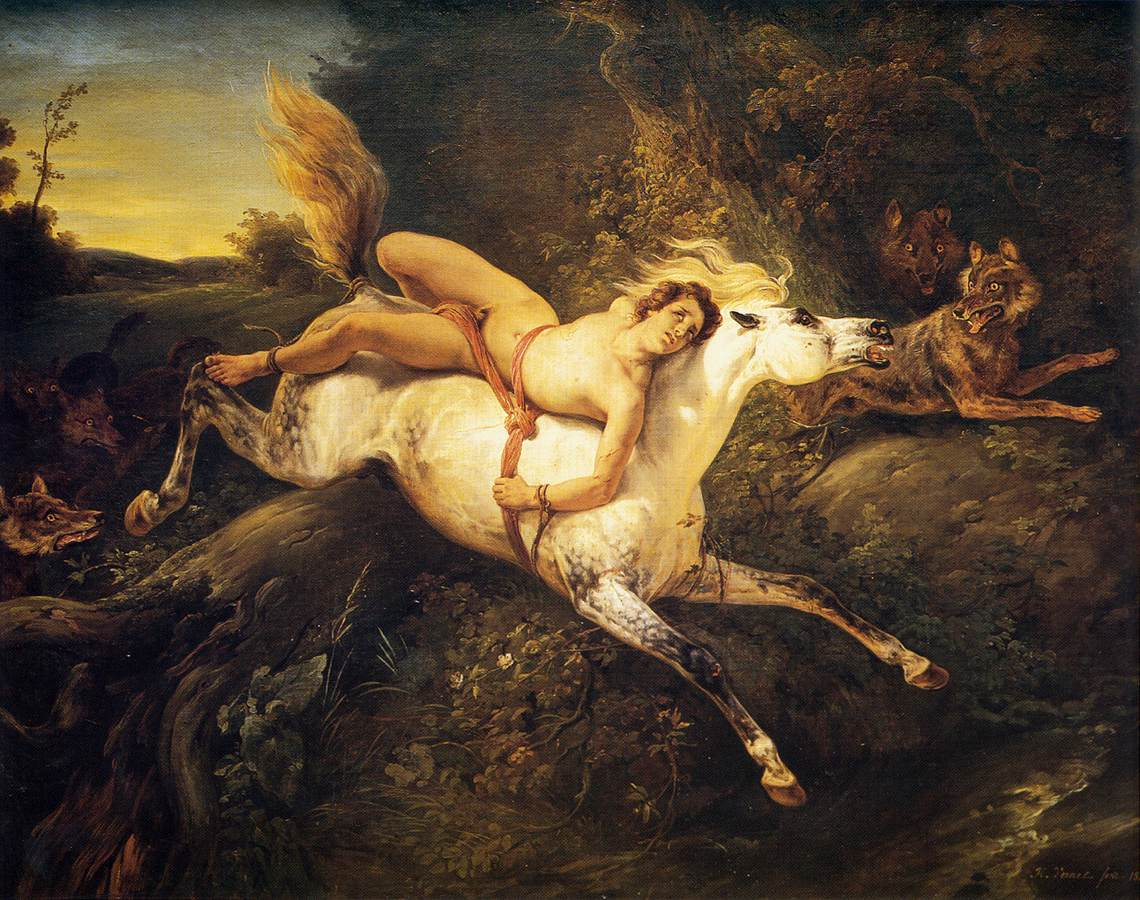
Horace Vernet, Mazeppa e il lupo.
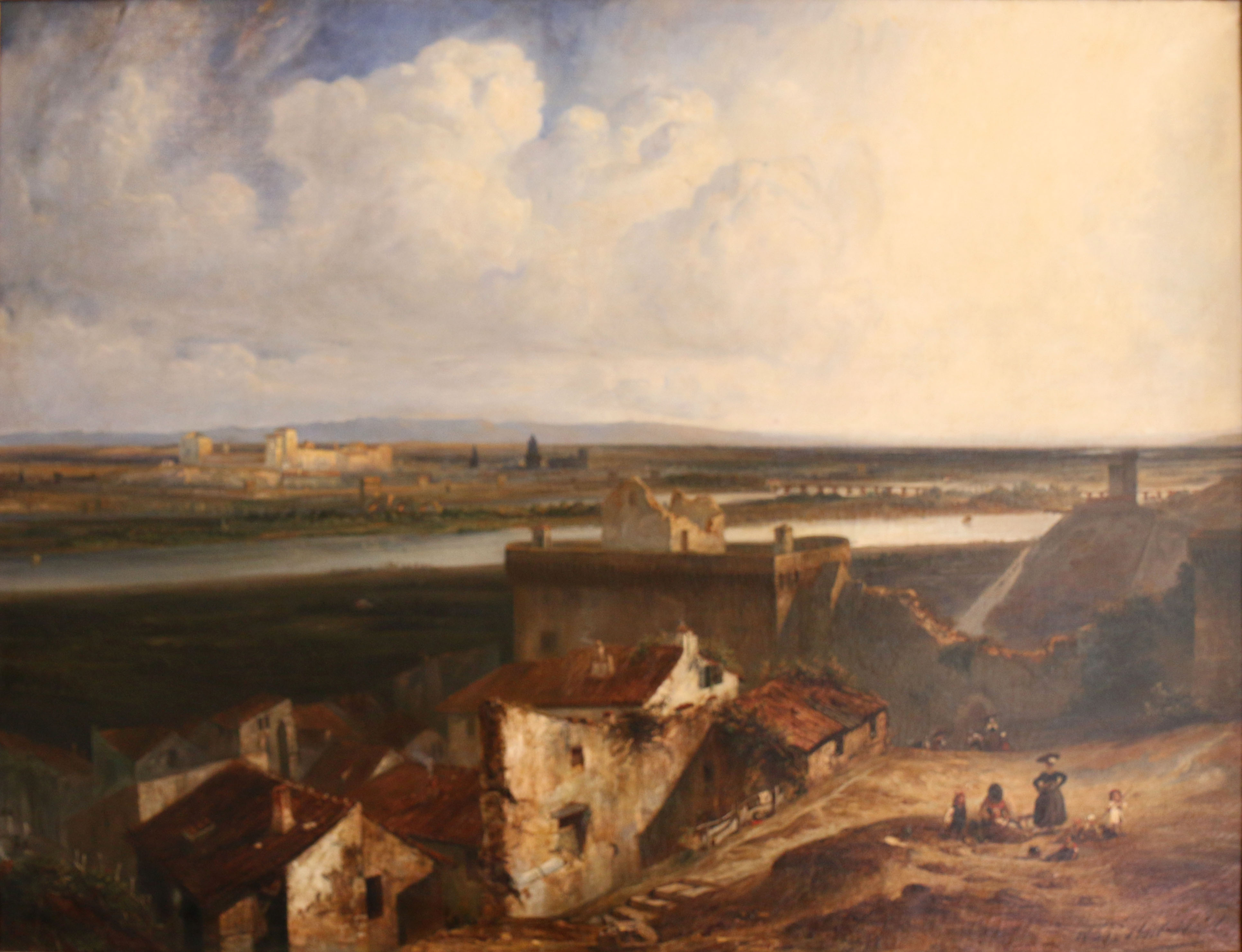
Paul Huet, Vista di Avignone
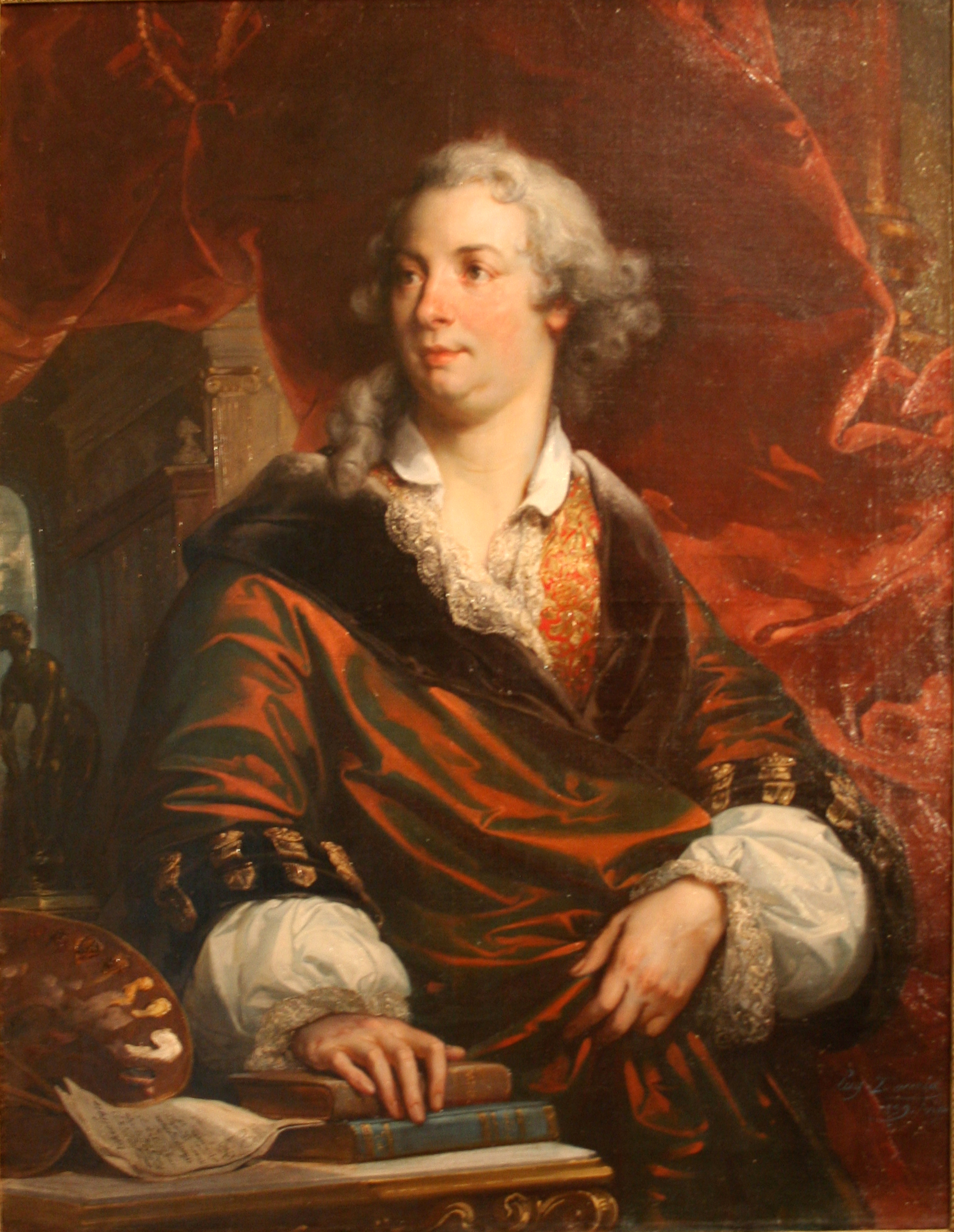
Eugène Devéria, Ritratto di Esprit Calvet.
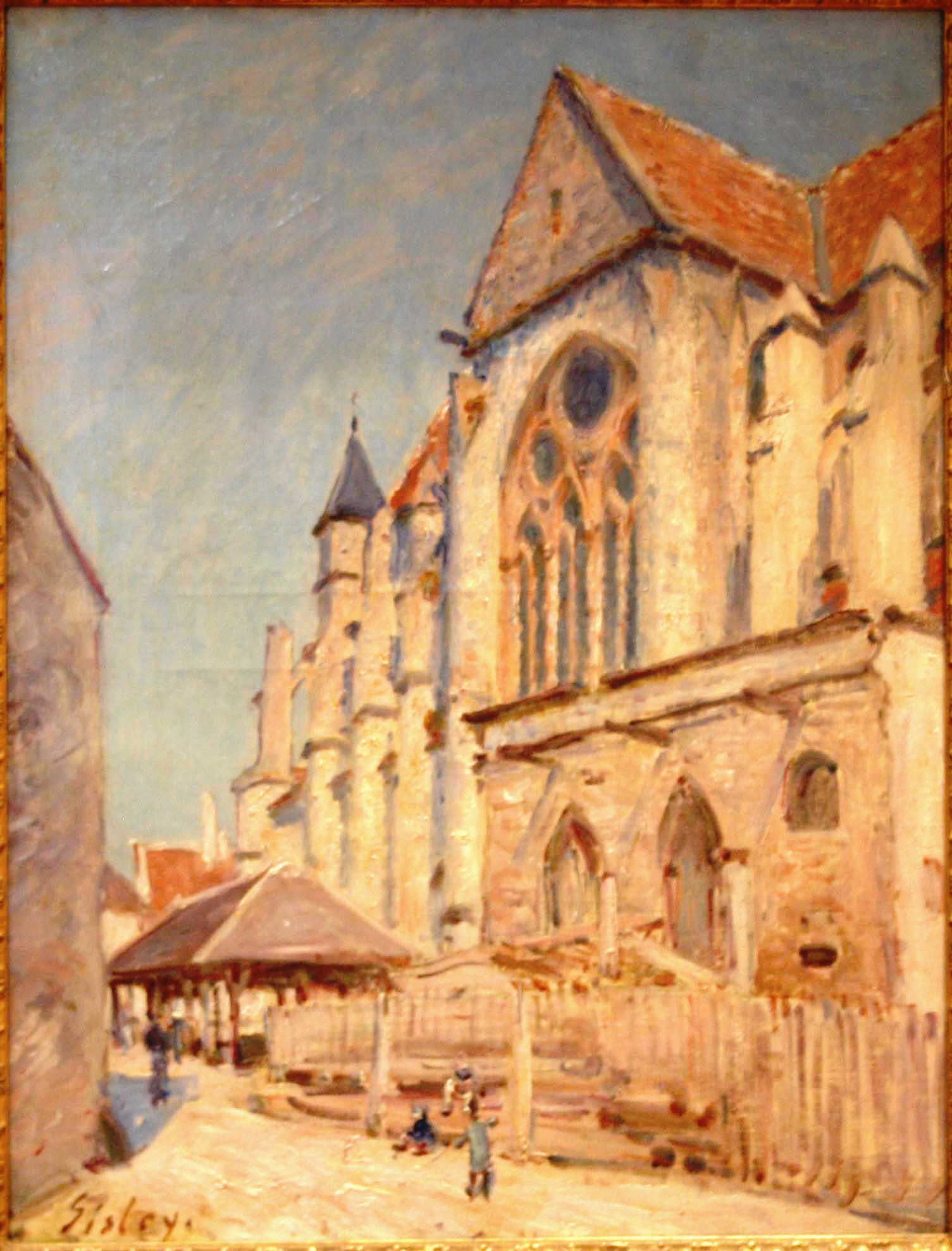
Alfred Sisley, La chiesa di Moret

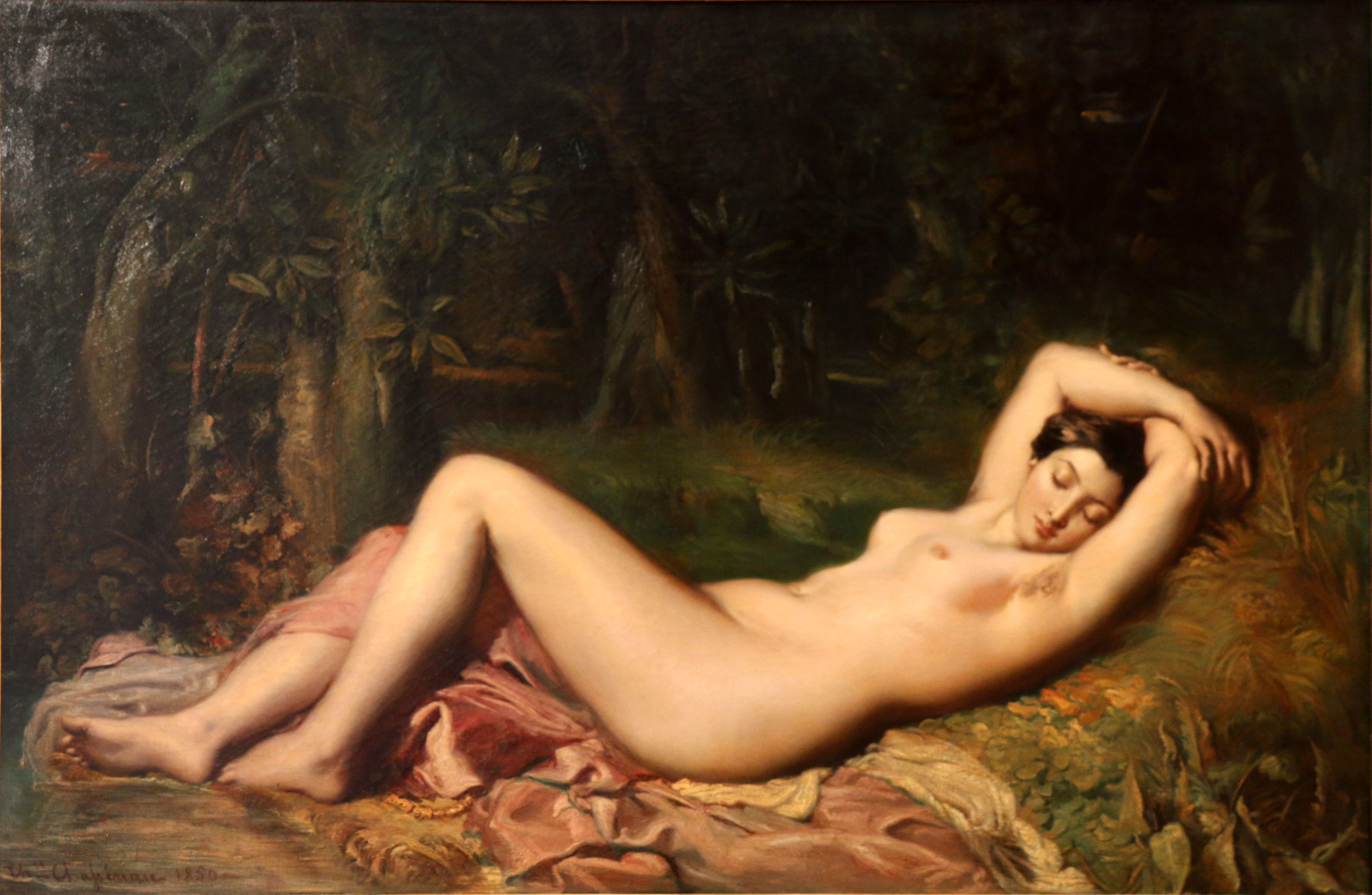
Théodore Chassériau, Bagnante addormentata.

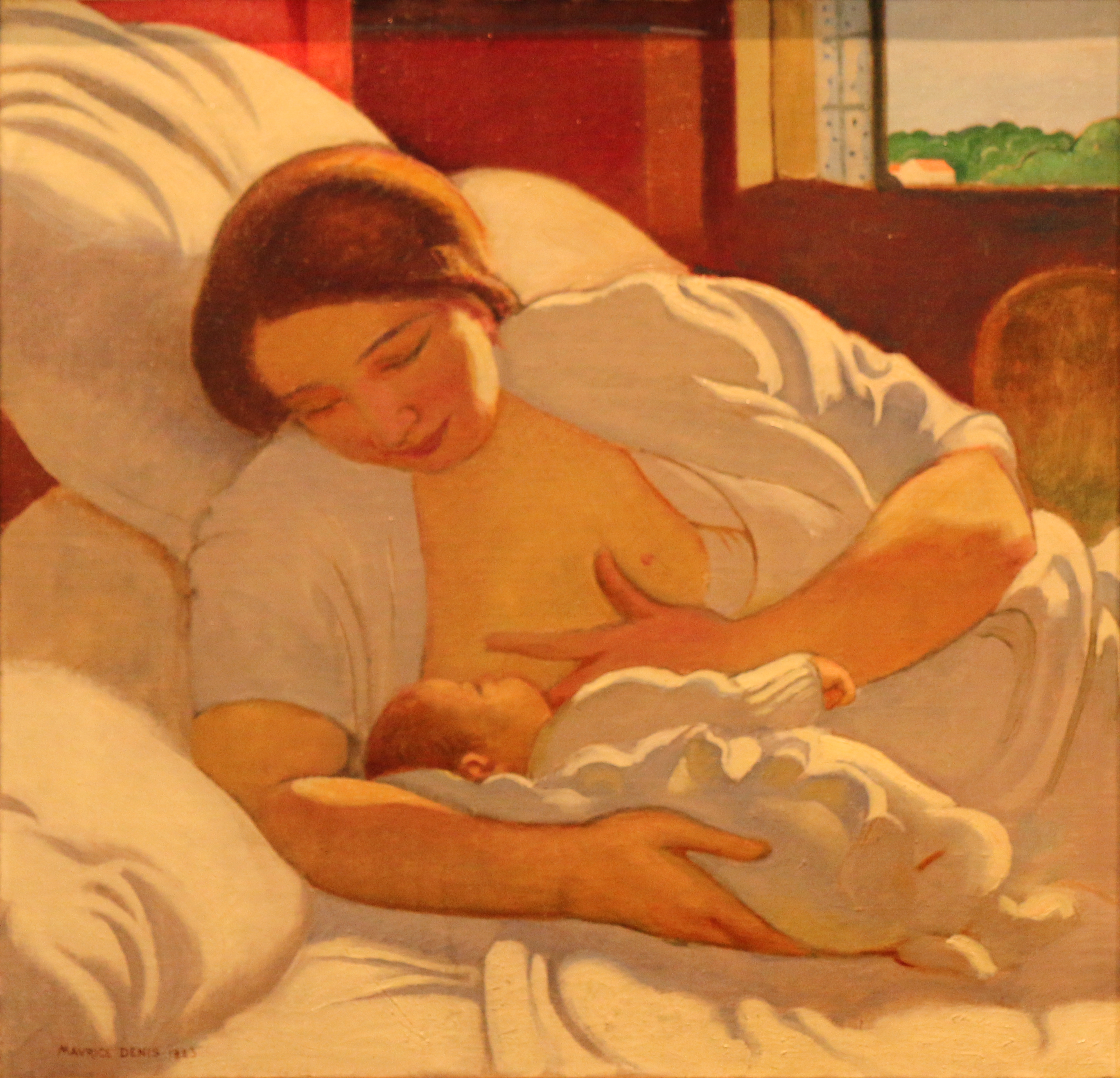
Maurice Denis, La Maternità bianca.
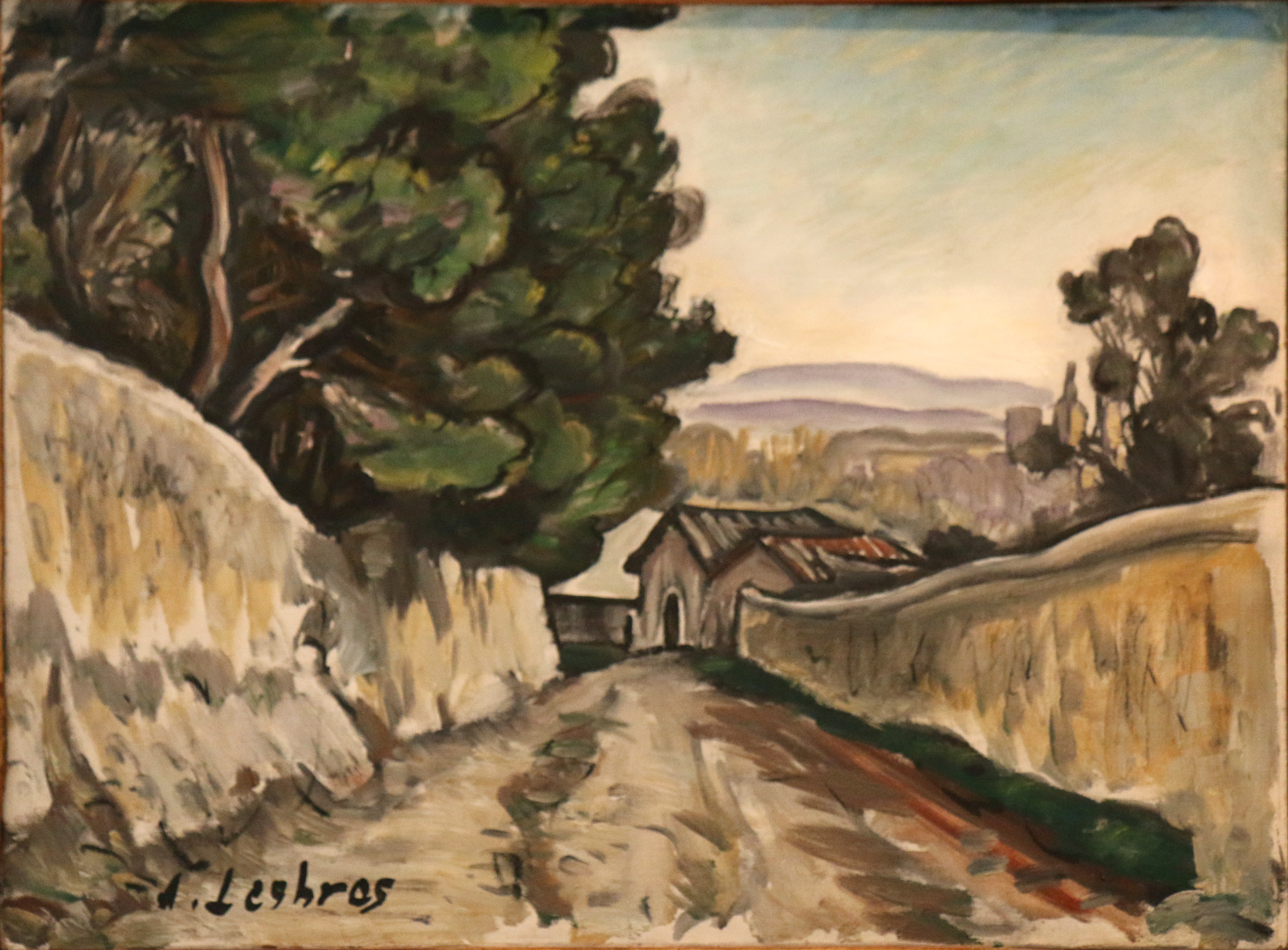
Alfred Lesbros, Strada di Villeneuve-lès-Avignon.
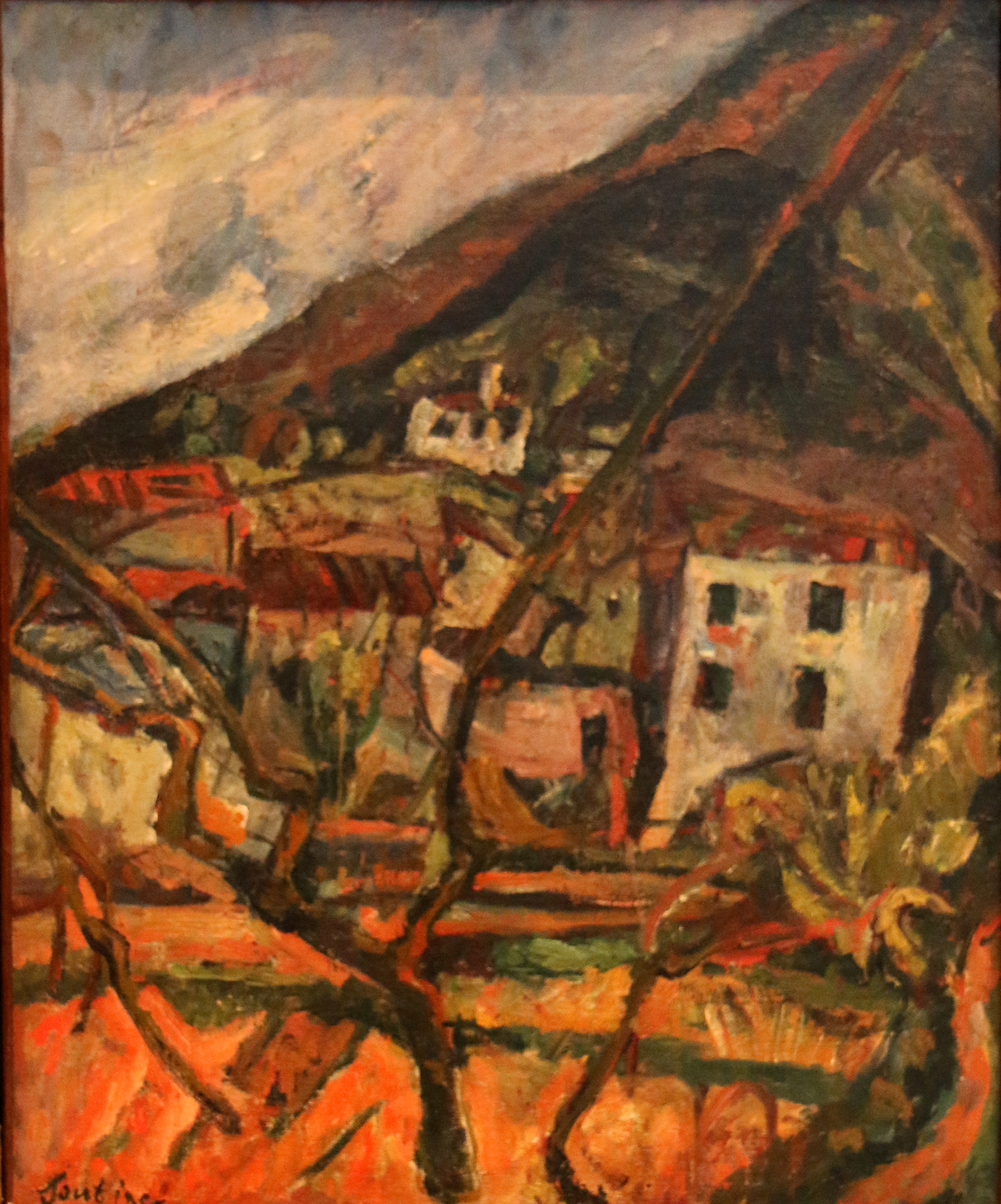
Chaïm Soutine, Vista del villaggio di Céret, nel Roussillon.
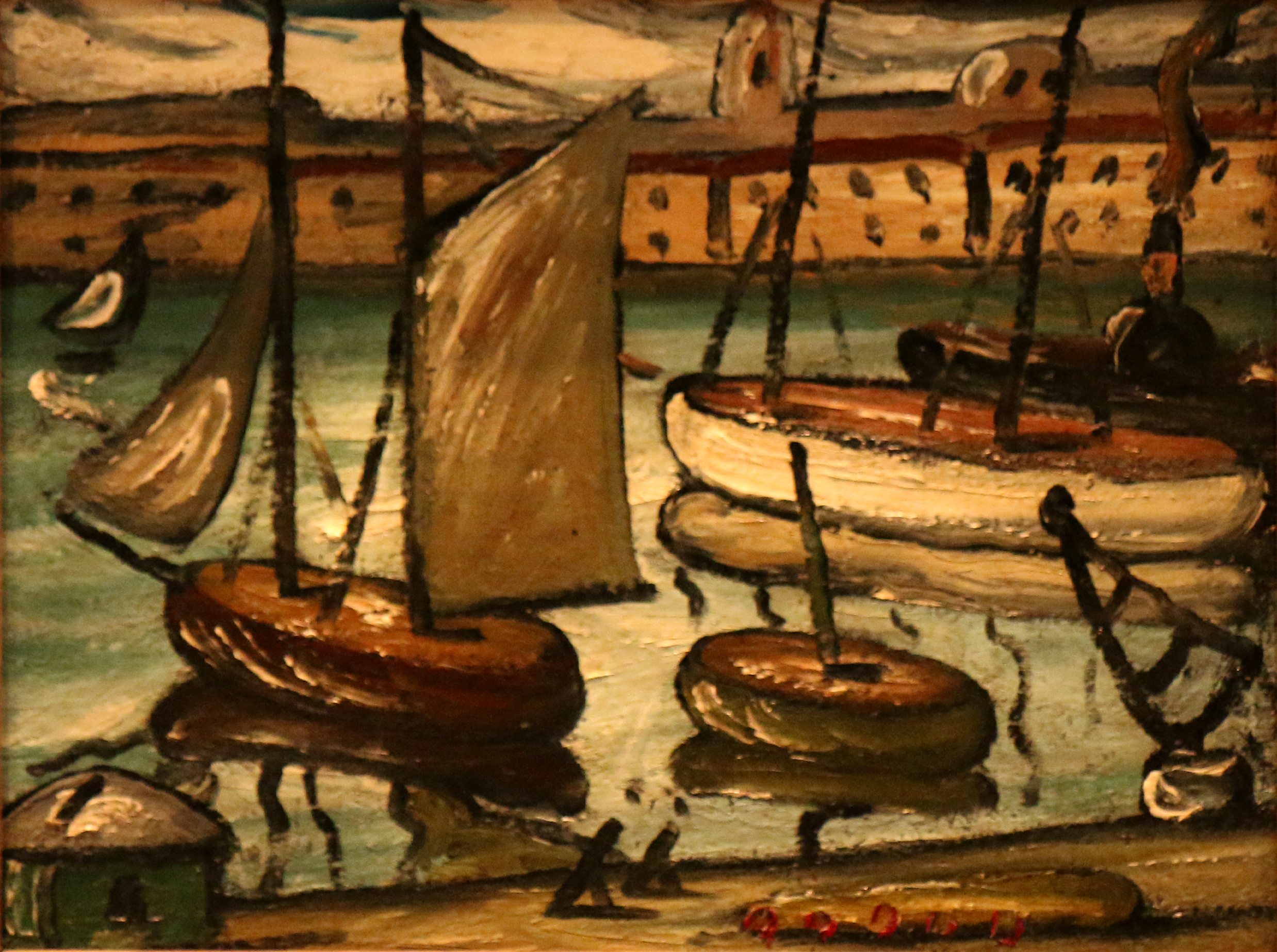
Louis-Mathieu Verdilhan, Vista del "Vieux-port" di Marsiglia.

### La pittura italiana

#### Il 1500 e il 1600
- Filippo Abbiati : La Vierge apparaissant aux évêques lors du concile d'Éphèse, bozzetto per la grande tela in S. Maria del Carmine a Milano.
- Paolo Biancucci : La Vierge remettant le rosaire à saint Dominique, avec sainte Catherine de Sienne, saint Antoine de Padoue et saint François d'Assise adorant l'Enfant.
- Vincenzo Campi : Repas de paysans.
- Angelo Caroselli : Jeune Homme au crâne, vanité.
- Luca Giordano : La Mort de Lucrèce.
- Rutilio Manetti; Saint Jérôme soutenu par des anges.
- Giovanni Maria Morandi : Portrait du cardinal Marcello Durazzo.
- Pietro Negri : Néron et Agrippine.
- Salvator Rosa : Paysage aux deux personnages.
- Giorgio Vasari : La Rencontre d'Abraham et de Melchisedech.
- Pietro della Vecchia : Le Christ et la femme adultère.

#### Il 1700
- Faustino Bocchi : Nain jouant du violon.
- Domenico Brandi : Cerf poursuivi par des chiens.
- Ercole Graziani : Saint Pierre délivré de sa prison par un ange.
- Giovanni Paolo Panini : Le Dévouement de Marcus Curtius , L'Aumône faite à Bélissaire.
- Francesco Zuccarelli : Paysage avec des paysans.

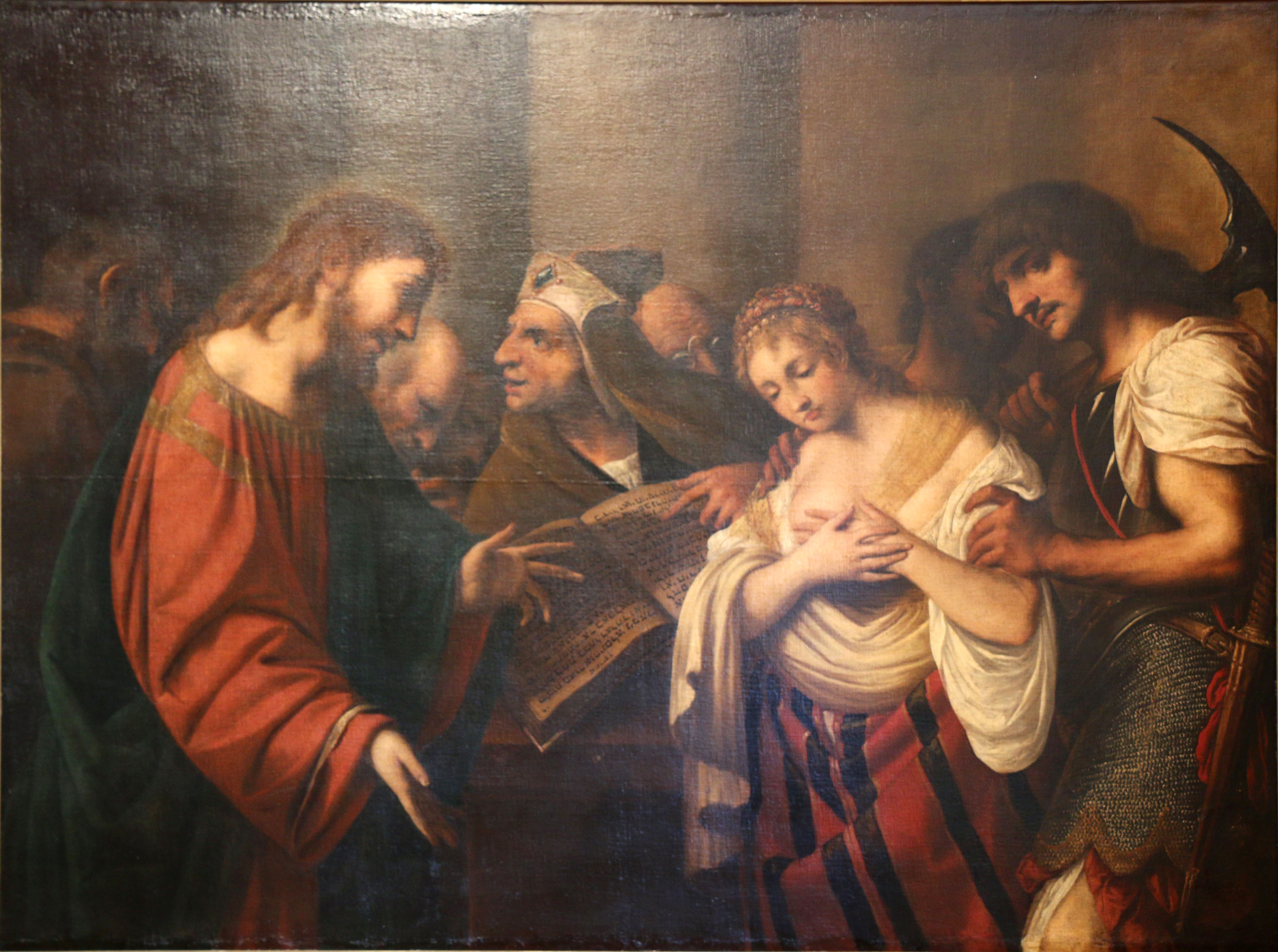
Pietro della Vecchia, Cristo e l'adultera.
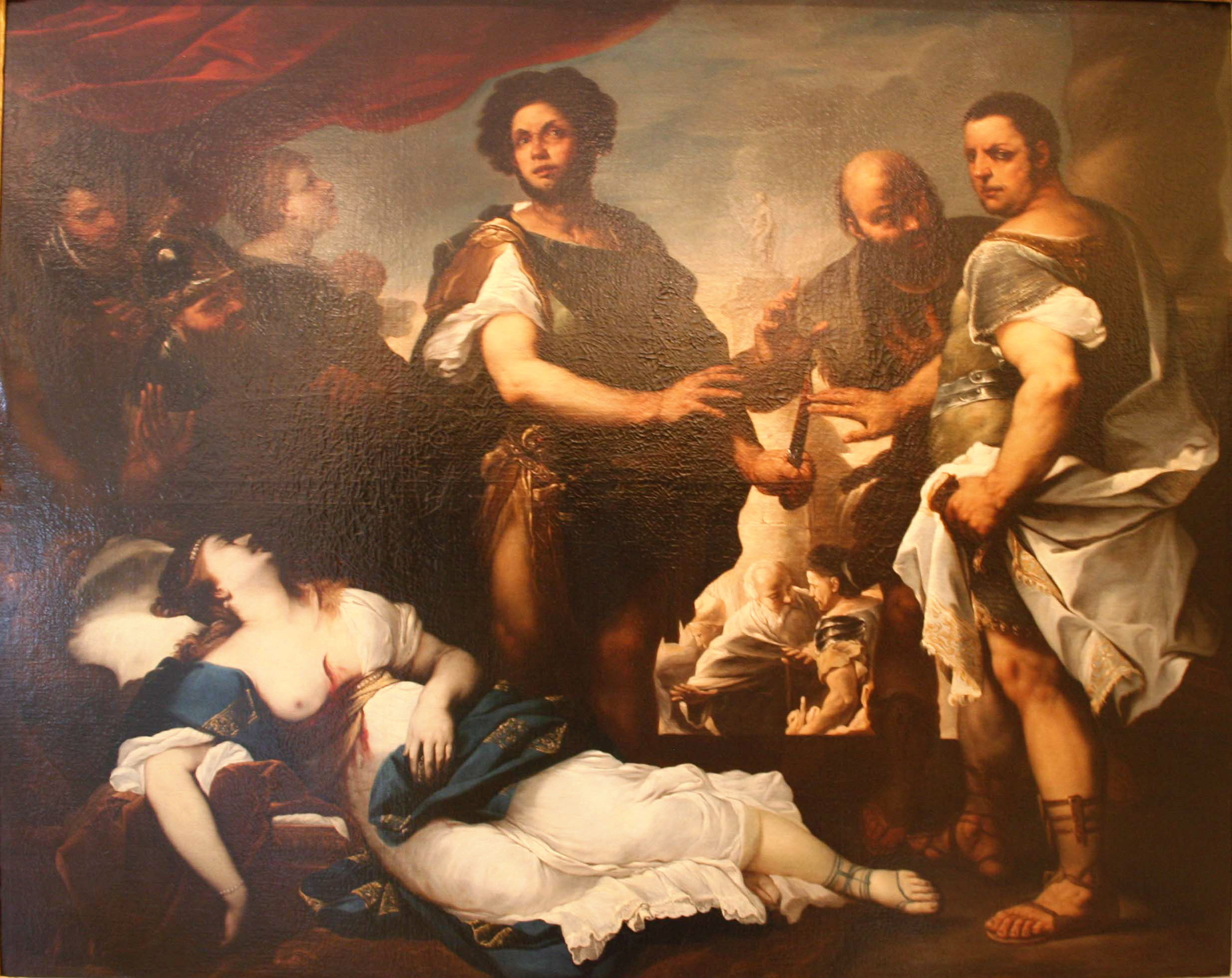
Luca Giordano, La morte di Lucrezia.
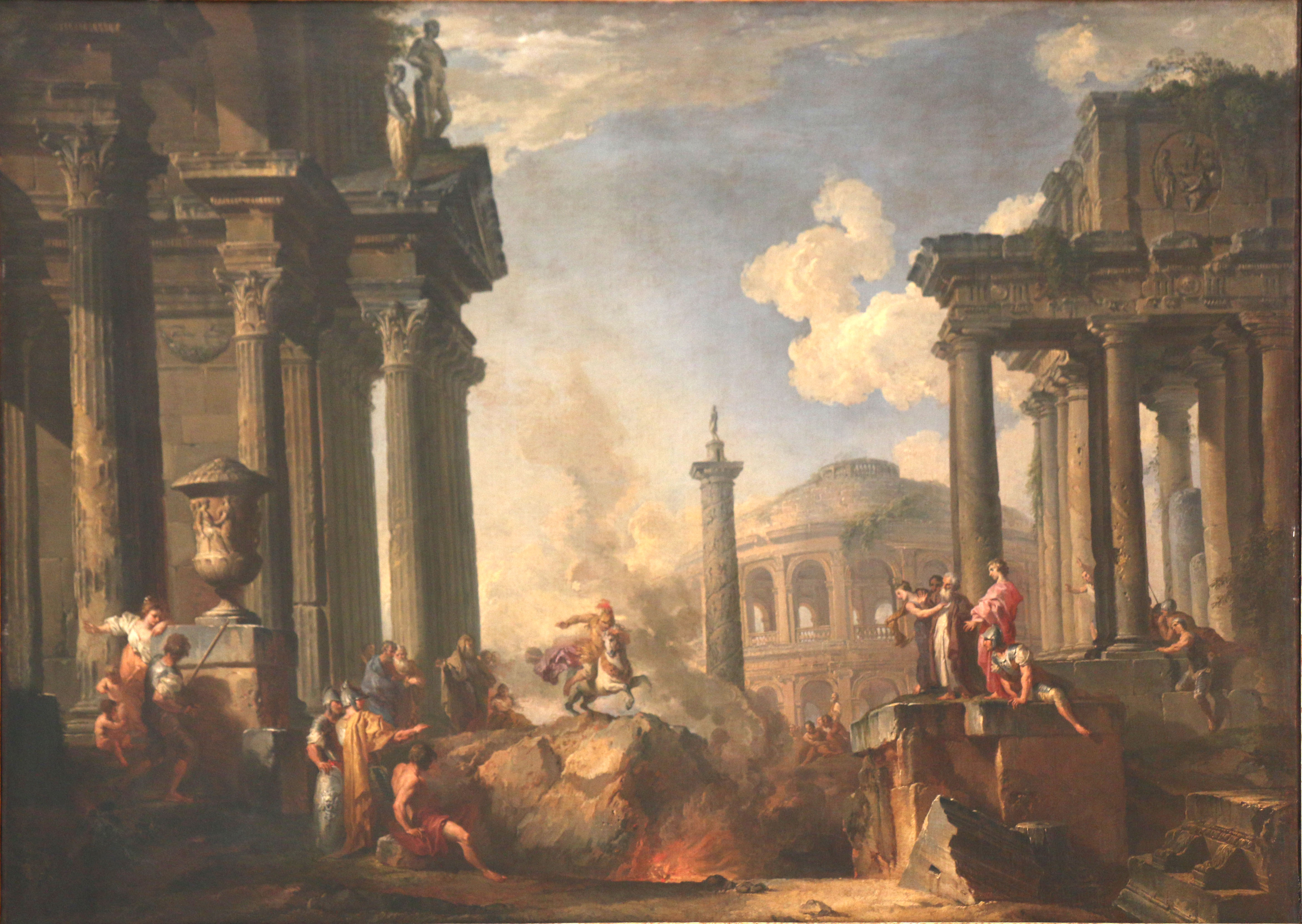
Giovanni Paolo Panini, Marco Curzio
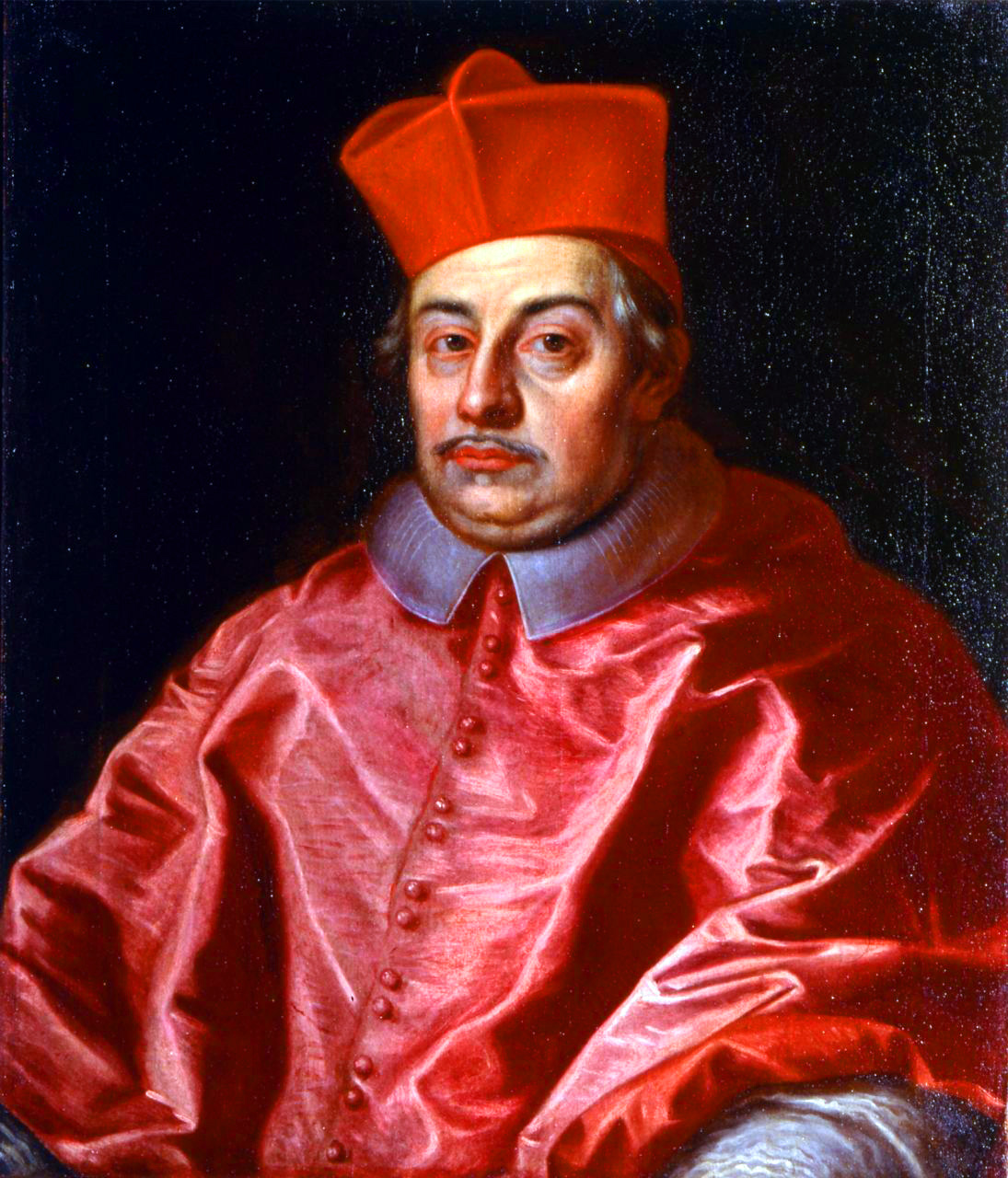
Giovanni Maria Morandi, Il cardinale Marcello Durazzo.

### La pittura nordica
- Johann Koerbecke : Résurrection du Christ, 1457. Raro pannello proveniente dalla pala d'altare smembrata dell'abbazia di Marienfeld.
- Allemagne (XV siècle) : Saints martyrs crucifiés ; Saints martyrs flagellés et couronnés d'épines.
- Jan Frans van Bloemen : Paysage aux baigneuses ; Paysage aux chevriers.
- Pieter Bout : Paysage fluvial animé.
- Salomon de Bray : Libération de saint Pierre.
- Josse van Craesbeeck : Le Fumeur et la mort.
- Albrecht Dürer (d'après) : Portement de croix.
- Cornelis Dusart : Fumeur à la pipe, assis.
- Da Jan Brueghel l'Ancien : Le Cortège d'une noce paysanne.
- Pieter Brueghel le Jeune : La Kermesse villageoise avec un théâtre et une procession ; La Parabole des aveugles.
- Attribuito a Jacob van Oost le Vieux : Portrait de jeune homme.
- Attribuito a Lucas Franchoys le Jeune : Portrait d'un ecclésiastique.
- Pieter Hardime : Bouquet de fleurs dans un vase posé sur un entablement en pierre.
- Gerard Hoet : Armide s’apprêtant à poursuivre Renaud.
- Abraham Hondius : Héron attaqué par des chiens.
- Gérard de Lairesse : Jaël et Sisera.
- Anthonie de Lorme (per l'architettura) e Antonie Palamedesz (per le figure) : Intérieur d'un temple protestant avec figures.
- Jan Miel : Bergers et troupeau dans un paysage montagneux.
- Jan Miense Molenaer : L'Opération du pied.
- Michiel van Musscher : La Leçon de luth interrompue.
- Eglon van der Neer : Portrait d'un homme en costume Louis XIV.
- Aernout van der Neer : Vue d’un village au clair de lune.
- Cornelis van Poelenburch : Paysage avec Mercure endormant Argus au son de sa flûte.
- Chistiaan van Pol; Étude d'une branche de lilas ; Étude d'une tige de rose panachée.
- Hendrik van Steenwijk II : Intérieur d'église avec personnages, olio su ottone.
- Dominicus van Tol : Moine lisant, une plume à la main.
- Jan van de Venne : Deux têtes de fantaisie, vues de profil.
- Jan Peeter Verdussen : Chez le maréchal-ferrant.
- Jan Weenix : Enfant et chien dans une fenêtre en trompe-l’œil.
- Mathijs Wulfraet : Deux Fumeurs dans un cabaret.

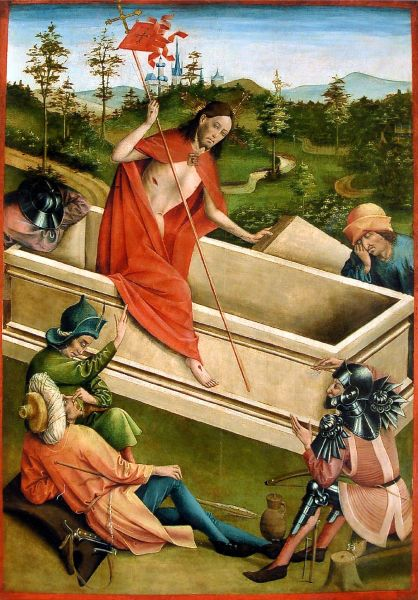
Johann Koerbecke, Risurrezione di Cristo (1457).
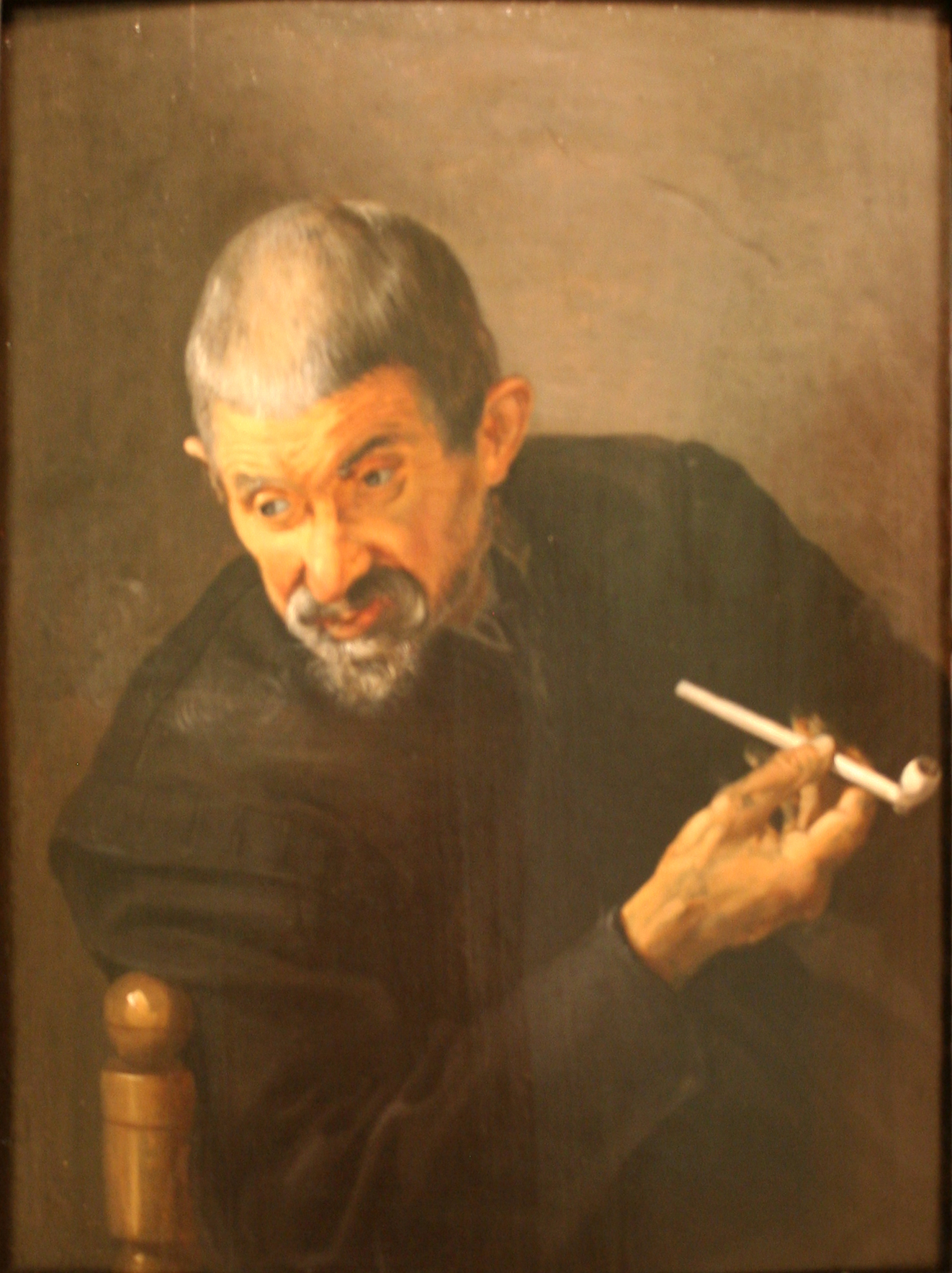
Cornelis Dusart, Fumatore di pipa seduto.
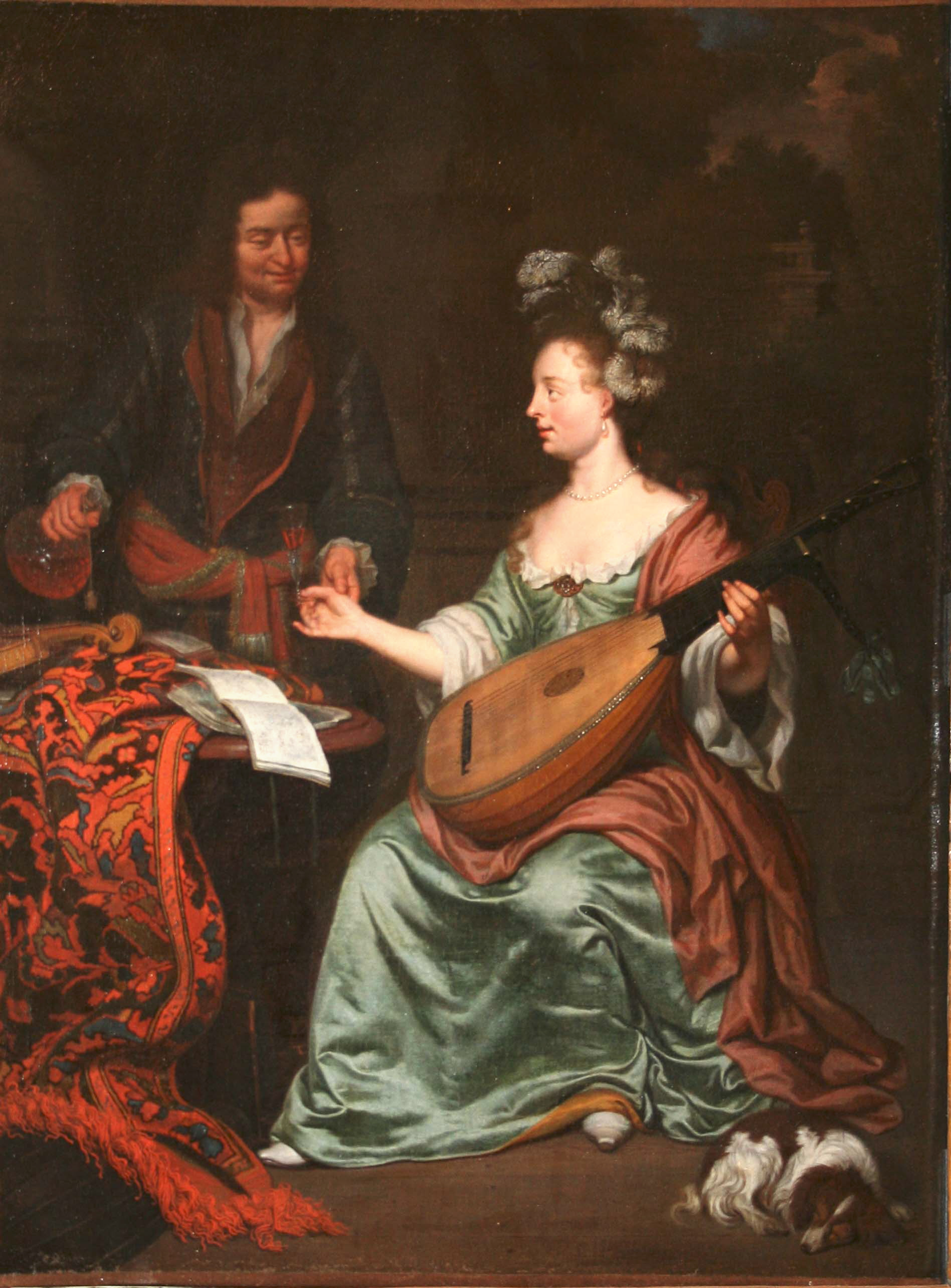
Michiel van Musscher, La lezione di liuto interrotta.
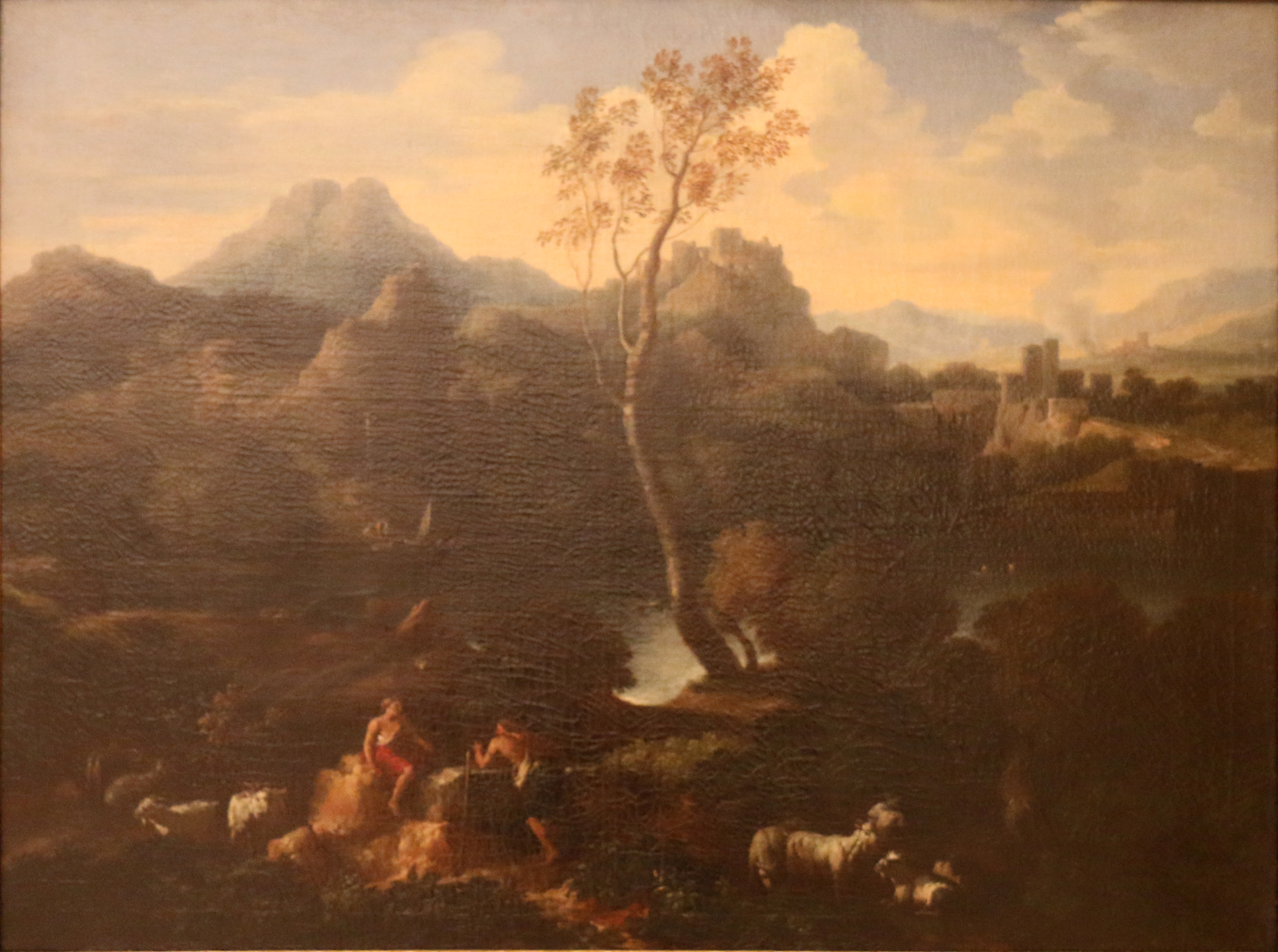
Jan Frans van Bloemen, Paesaggio con pastori di capre.

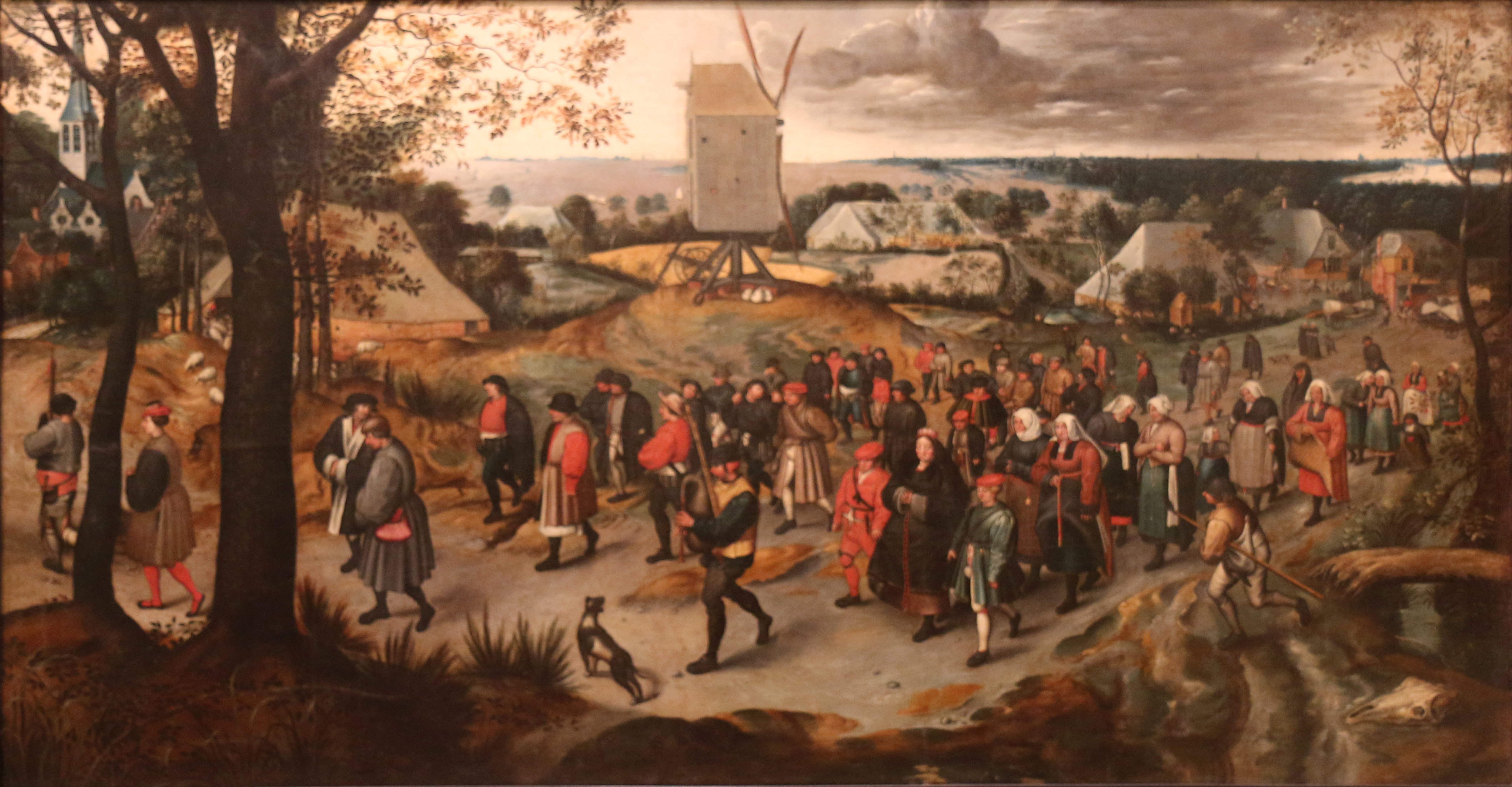
Da Jan Brueghel il Vecchio, Il corteo di un matrimonio contadino.

## Le collezioni: 2. la scultura

### La scultura francese

#### Dal 1400 al 1700
- Vierge de pitié, statua in pietra con resti di pittura policroma.
- Enfant accompagné d'un chien, statua in marmo bianco con tracce di pittura policroma.
- Tombeau de La Palice : elementi della tomba di Jacques II de Chabannes de La Palice[12]
- Jean-Baptiste Guillermin : Christ en croix avec tête de mort, crocifisso in avorio d'elefante, proveniente dalla cappella dei "Penitenti neri" di Avignone.

#### Il 1800
- Francisque Duret : Oreste, busto in marmo di Carrara.
- Victor-Étienne Simyan : L'Art étrusque, marmo con resti di doratura.
- Camille Claudel : Paul Claudel en jeune romain, bronzo.
- Noël Ruffier : Joseph Bara et Augustin-Agricol Viala, due repliche marmoree dei busti del riformatorio del La Flèche.
- Joseph Brian : La Mort de Caton d'Utique, gesso.
- Louis Veray : La Moissonneuse endormie, marmo.
- James Pradier : Cassandre réfugiée au pied de l'autel, marmo.
- Jean-Joseph Espercieux : Femme grecque se disposant à entrer dans le bain, marmo.
- Jules Cavelier : Le Néophyte, marmo.
- Jean-Louis Brian : Mercure, statua in gesso ; Faune, statua in marmo.

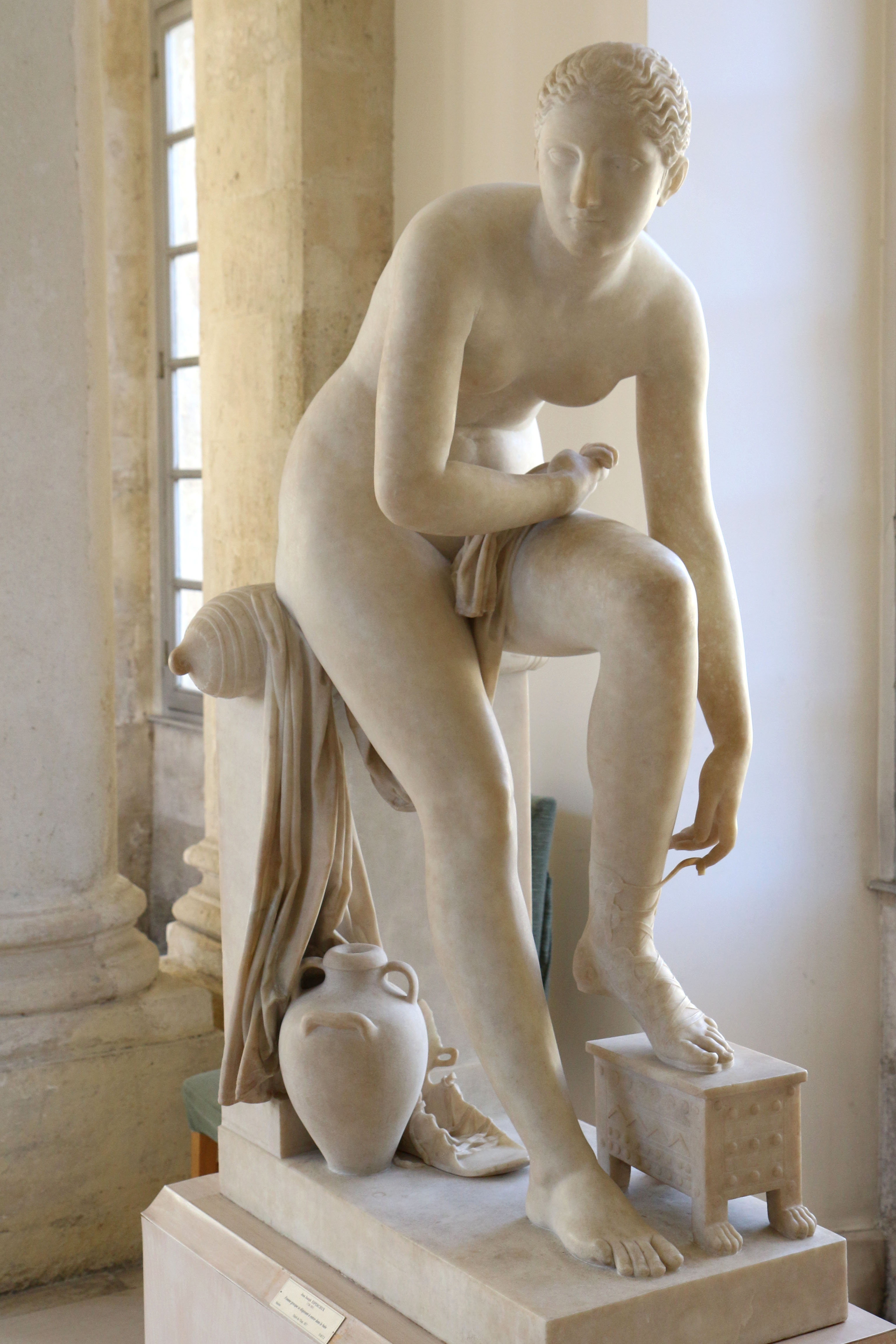
Jean-Joseph Espercieux, Donna greca che entra nel bagno.
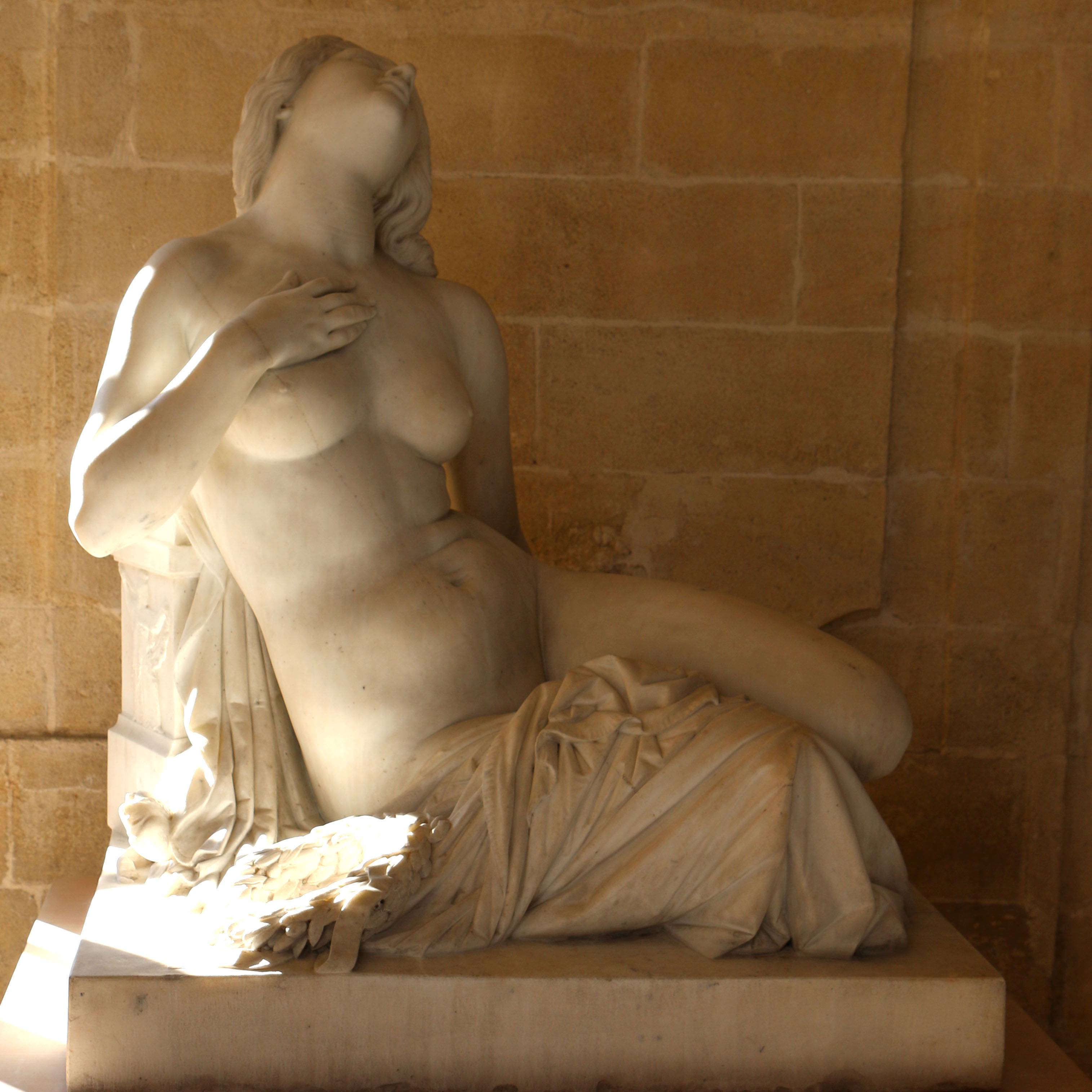
James Pradier, Cassandra ai piedi di un altare.
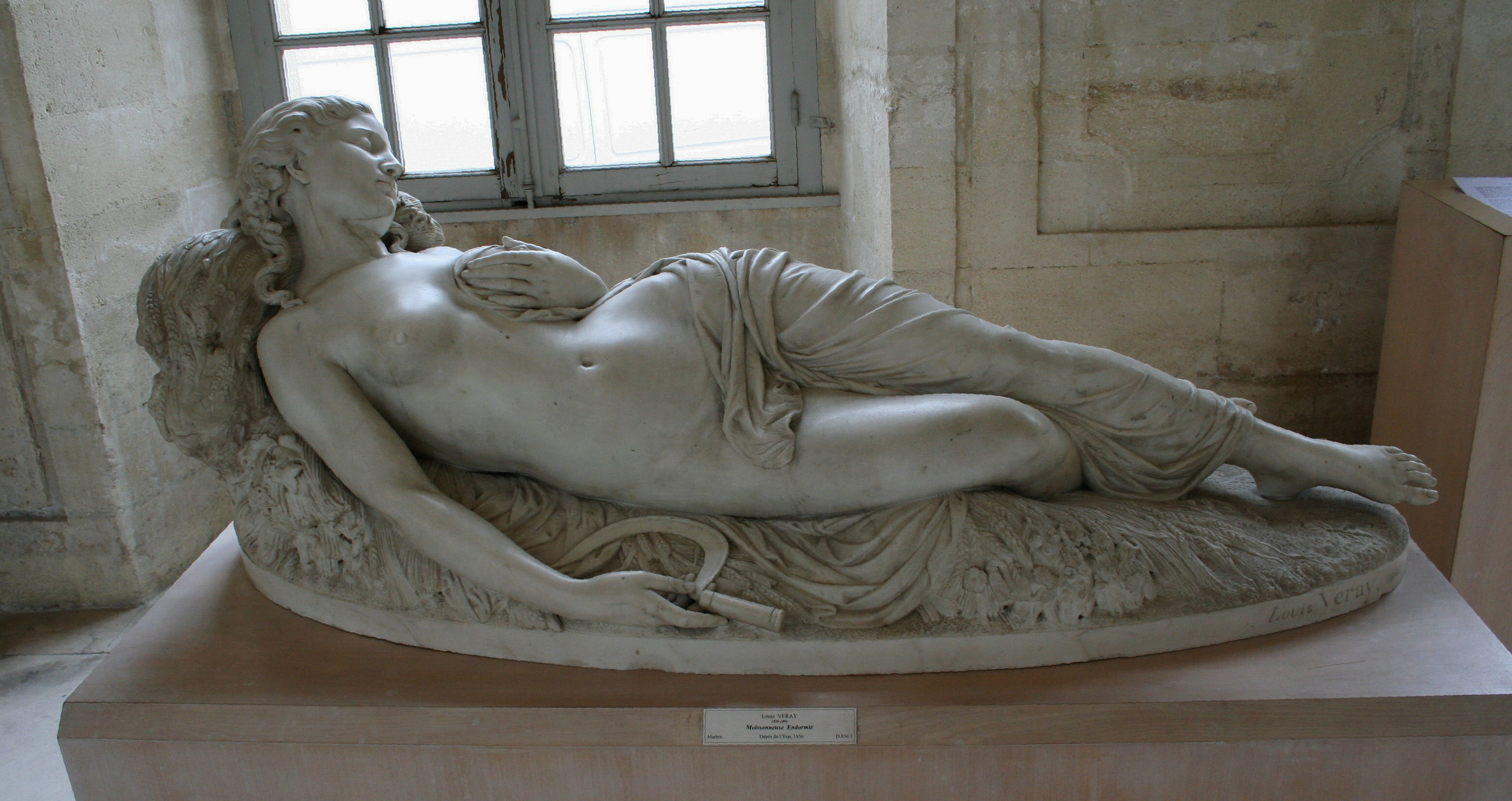
Louis Veray, La mietitrice addormentata

### La scultura italiana

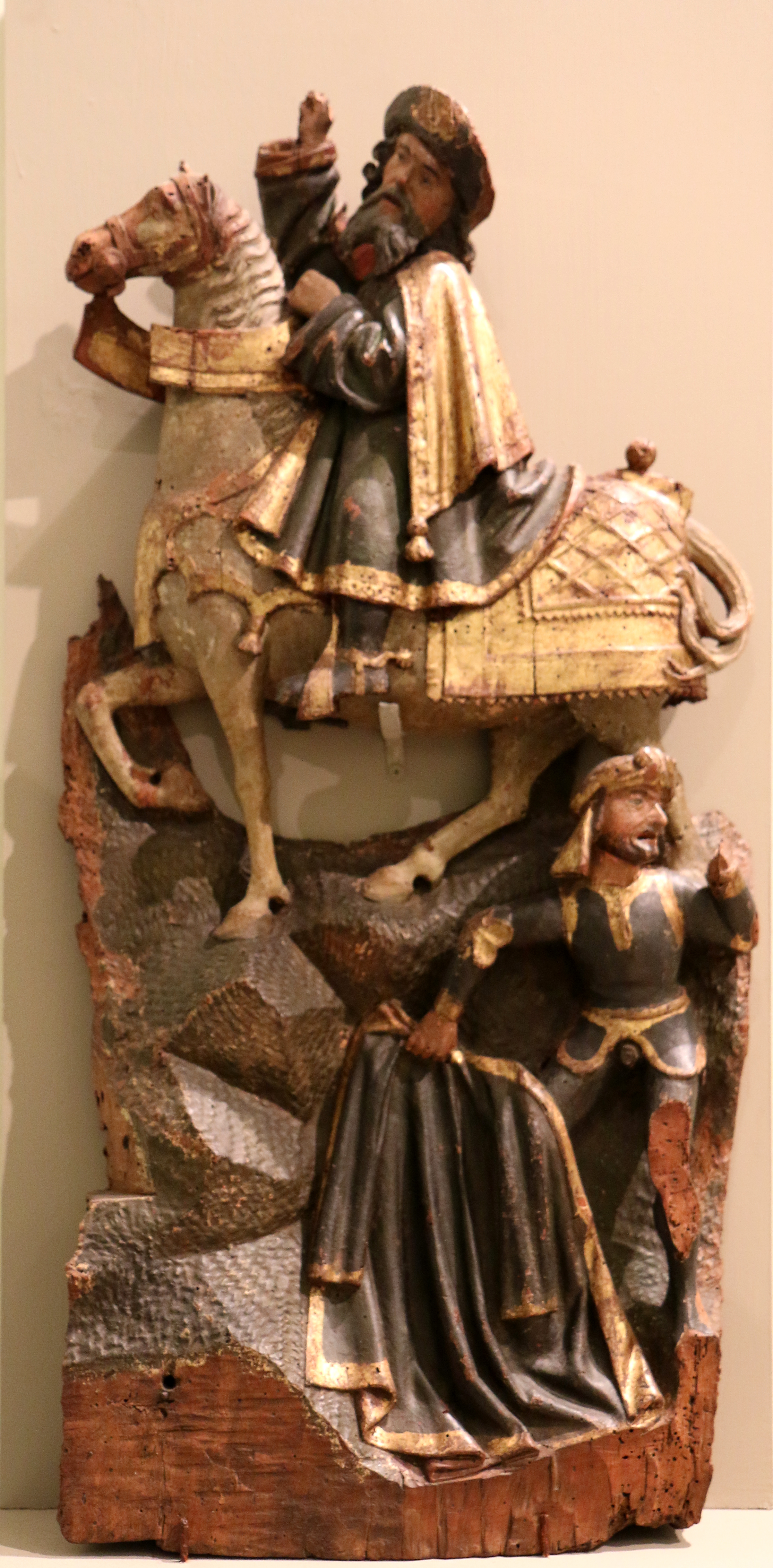
Scuola nordica, 1500. Ufficiale e soldato romano.

- Francesco Laurana, Buste d'enfant, marmo con tracce di pittura policroma e di dorature.
- Pietro Torrigiano : Tête de Jésus-Christ en sauveur du monde, bronzo.
- Anonimo, Cheval qui va l'amble, bronzo patinato bruno.

### La scultura delle scuole nordiche
- Anonimo, Officier et soldat romain, inizio del XVI secolo, altorilievo in legno di noce dipinto e dorato, probabilmente proveniente da una pala d'altare dedicata alla crocifissione.
- Anonimo, Saint Michel terrassant le dragon, legno di tiglio dipinto e dorato.

## Le collezioni: 3. le arti grafiche

### Scuola francese
Disegni di Le Lorrain, Eustache Le Sueur, Antoine Watteau, François Boucher, Charles-Joseph Natoire, Jean-Marc Nattier, Auguste Rodin, Honoré Daumier, Jean-François Millet, Eugène Boudin, Henri de Toulouse-Lautrec, Armand Guillaumin, Berthe Morisot, Paul Cézanne, Auguste Renoir, Alfred Sisley, Henri-Edmond Cross, Édouard Vuillard, Georges Rouault, Albert Marquet, Marc Chagall, André Lhote, Tsuguharu Foujita e Jean Fautrier.

### Scuola italiana
Opere di Domenico Beccafumi, Lorenzo Lotto, Baccio Bandinelli, Daniele da Volterra, Il Romanino, Paolo Veronese, Tintoretto, Jacopo Zucchi, Taddeo Zuccari, Il Garofalo, Agostino Carracci, Federico Barocci, Mattia Preti, Luca Giordano, Domenico Fetti, Guercino, Alessandro Algardi, Luigi Garzi, Francesco Furini, Pier Francesco Mola, Daniele Crespi, Giovanni Niccolò Servandoni e Amedeo Modigliani.

### Scuole nordiche e Scuola spagnola
Disegni di Hendrik Goltzius, Jan Van Goyen, Raphaël Mengs, Vincenzo Carducci e Juan de Valdés Leal.

## Le collezioni: 4. gli arredi
(Elenco parziale: sono descritti solo tre oggetti)
- Arazzo delle Fiandre dell'inizio del 1500 in lana e seta con fili d'oro e argento. Vi è rappresentata la storia di Davide e Betsabea. Il re Davide s'innamora della bella Betsabea, sposa di Uria l'Ittita. Su ordine di Davide, Uria viene inviato in guerra nel più fitto della battaglia, dove troverà la morte. Ciò permetterà l'unione di Davide e Betsabea che avranno un figlio: Salomone.
- Bauletto in legno di noce, quercia e ciliegio proveniente dal nord della Francia e datato all'inizio del 1500. È decorato con allegorie delle tre virtù teologali (Fede, Speranza e Carità) e delle quattro virtù cardinali (Forza, Giustizia, Prudenza e Temperanza).
- Armadietto con pitture, decorato con dodici "medaglioni" dipinti da Frans II Francken, che rappresentano vari episodi della vita del profeta Daniele (dal Libro di Daniele della Bibbia). Questi tipi di armadietto per oggetti preziosi, venivano realizzati per i collezionisti di Anversa e racchiudevano nei loro numerosi cassettini oggetti diversi: disegni, medaglie, minerali, conchiglie etc. Quello qui illustrato è posteriore al 1620, appartiene cioè al periodo di maturità dell'artista che all'epoca produsse le sue opere più riuscite e complete; è uno dei due soli esemplari conosciuti dipinti da Frans Francken il giovane, autentico capolavoro, unico in Francia.[13] Proviene dalla collezione Puech.

Legenda

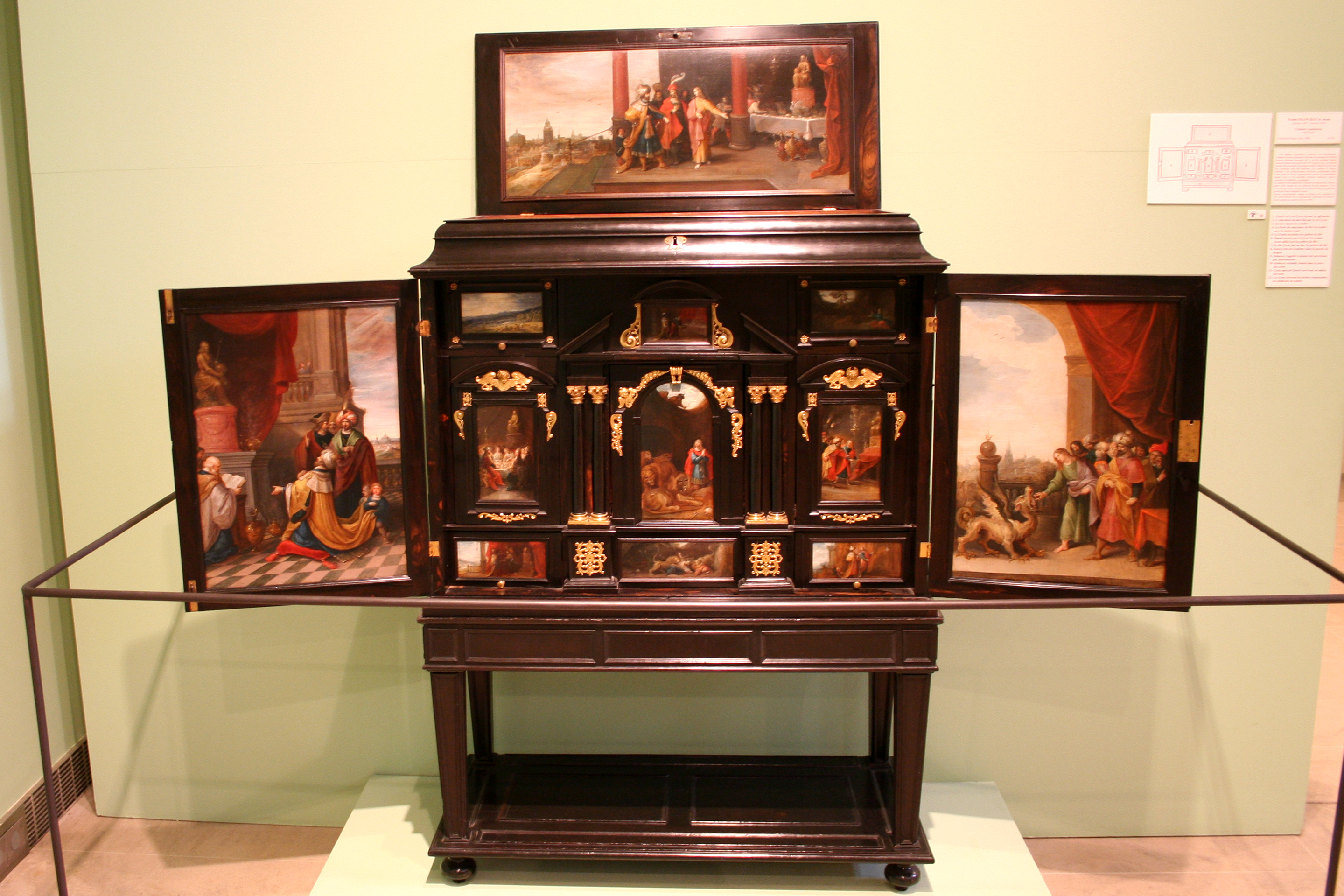
Frans II Francken, Armadietto dipinto (dopo il 1620).

- 1- Daniele e il re Ciro davanti alle offerte
- 2- L'adorazione del dio Bel da parte del re Ciro
- 3- Daniele sparge le ceneri

- 4- La porta del santuario di Bel è chiusa con il sigillo reale
- 5- Il festino notturno dei sacerdoti di Bel
- 6- Daniele mostra al re Ciro il passaggio segreto utilizzato dai sacerdoti
- 7- Il re Ciro fa arrestare i sacerdoti di Bel

- 8- Daniele getta delle palline nelle fauci del dragone
- 9- Abacuc s'appresta a dare provviste ai mietitori
- 10- Abacuc rifornisce Daniele nella fossa dei leoni
- 11- Ciro vede Daniele sopravvivere in mezzo ai leoni
- 12- I leoni divorano i sacerdoti ostili a Daniele

## Le collezioni: 5. l'archeologia

### Archeologia egiziana

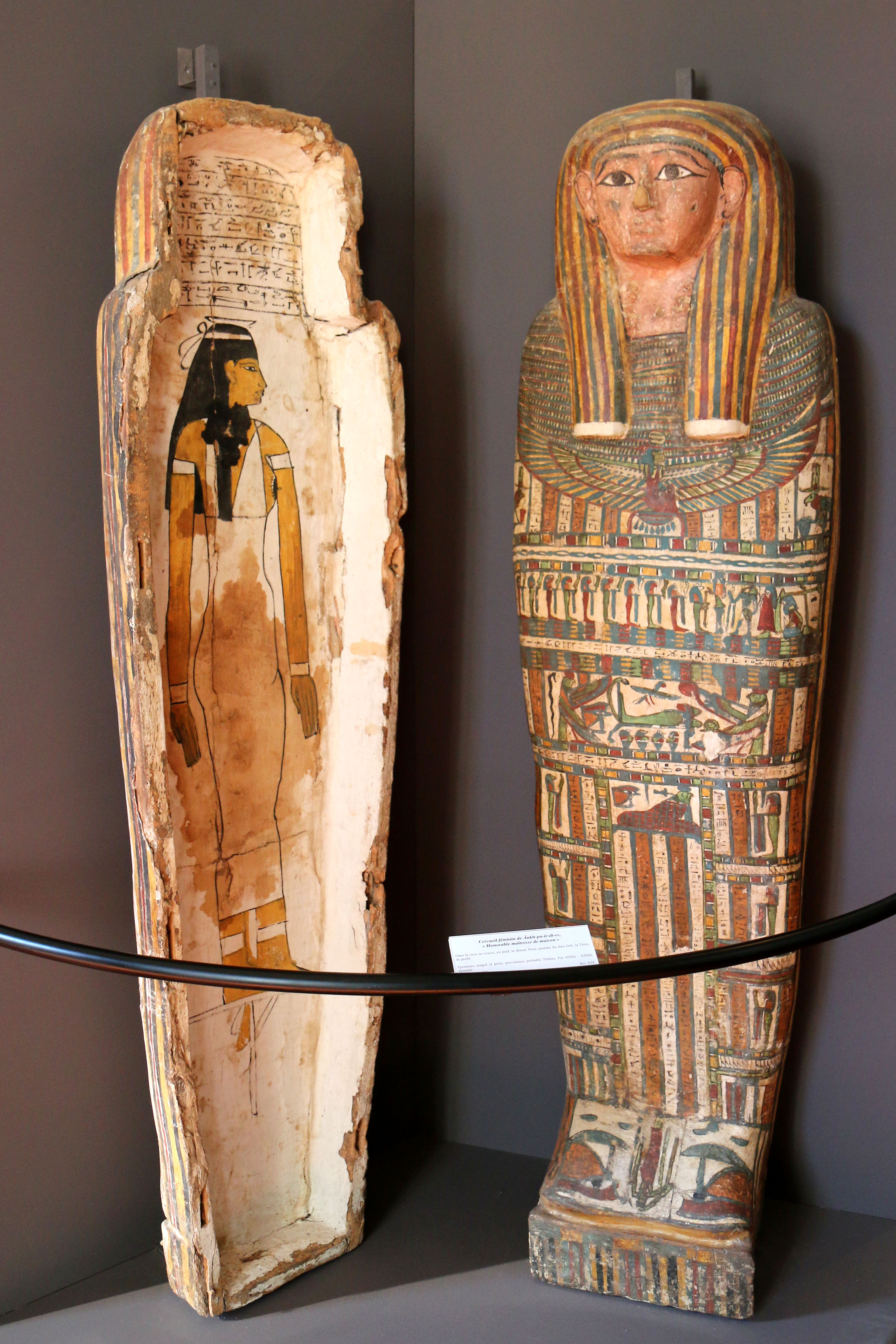
Sarcofago di "Ank-pa-in-di-is" (XXIII dinastia).

La sezione di egittologia del museo è nata grazie ai lasciti di Esprit Calvet, e, in seguito, di Marius Clément, collezionista di Marsiglia. Diverse altre acquisizioni hanno permesso di completare le donazioni per realizzare un complesso di non trascurabile interesse rappresentativo. Fra le varie opere esposte sono da notare particolarmente le seguenti: 
- Un sarcofago antropoide di Ankh-pa-in-di-is (l'onorevole signora della casa). Tale feretro, in legno di sicomoro stuccato e dipinto, proviene assai probabilmente da Tebe e risale alla XXIII dinastia. All'interno è dipinta l'immagine di una donna in piedi, vestita di una lunga ed aderente tunica dalla tinta chiara, con in capo una parrucca. Si tratta di una rappresentazione della dea Nut nei tratti e nell'abbigliamento di una donna libica[14];
- Un vaso canopo in alabastro con il nome di Iahmès e con la testa di Imset. Nel corso del processo di mummificazione del corpo del defunto gli organi interni e i visceri venivano deposti in quattro vasi il cui coperchio rappresentava rispettivamente uno dei quattro figli di Horus: Imset, con la testa d'uomo, Hapi con una testa di scimmia, Duamutef con la testa di sciacallo e Qebehsenuf con la testa di falco. Questo vaso data la XXVI dinastia.[15];
- Un ex-voto familiare di Yai sul quale sono raffigurati i defunti e i membri della sua famiglia. Titoli e funzioni di ognuno di essi sono ben precisati: il defunto Yai era direttore della casa delle navi, sua moglie era una cantante del dio Sobek, dio coccodrillo, simbolo della potenza del faraone. La datazione di questo ex-voto lo fa appartenere alla XIII dinastia.[16];
- Una tavola in pietra per offerte di Harsiesi e di Pa-di-Mout, proveniente probabilmente da Abydos. Questa tavola in calcare risale alla XXVI dinastia, epoca Sais, (672-525 a.C.).[17];
- Un medaglione emisferico in pietra ocra. Rappresenta la testa del dio Amon con i capelli stretti da una fascia e con la fronte ornata da fiori o pampini. Si tratta di un'opera gallo-romana del I secolo, scoperta a Caderousse e offerta a Esprit Calvet dai "Sacerdoti della dottrina cristiana" della cui Congregazione Calvet fu medico, sino a quando la Congregazione stessa non si disperse.
- Una stele elevata al viceré di Nubia, Setaou (epoca di Ramsete II). Nella parte superiore è raffigurata una scena di culto funerario in cui compaiono, a sinistra, Osiride e, in piedi dietro di lui, le sue sorelle Iside e Nefti.

### Archeologia di altre civiltà
Una parte della collezione di archeologia è situata nel Museo Lapidario. Essa comprende elementi lapidei significativi di altre civiltà mediterranee appartenenti alla cultura etrusca, romana, gallo-romana e greca.

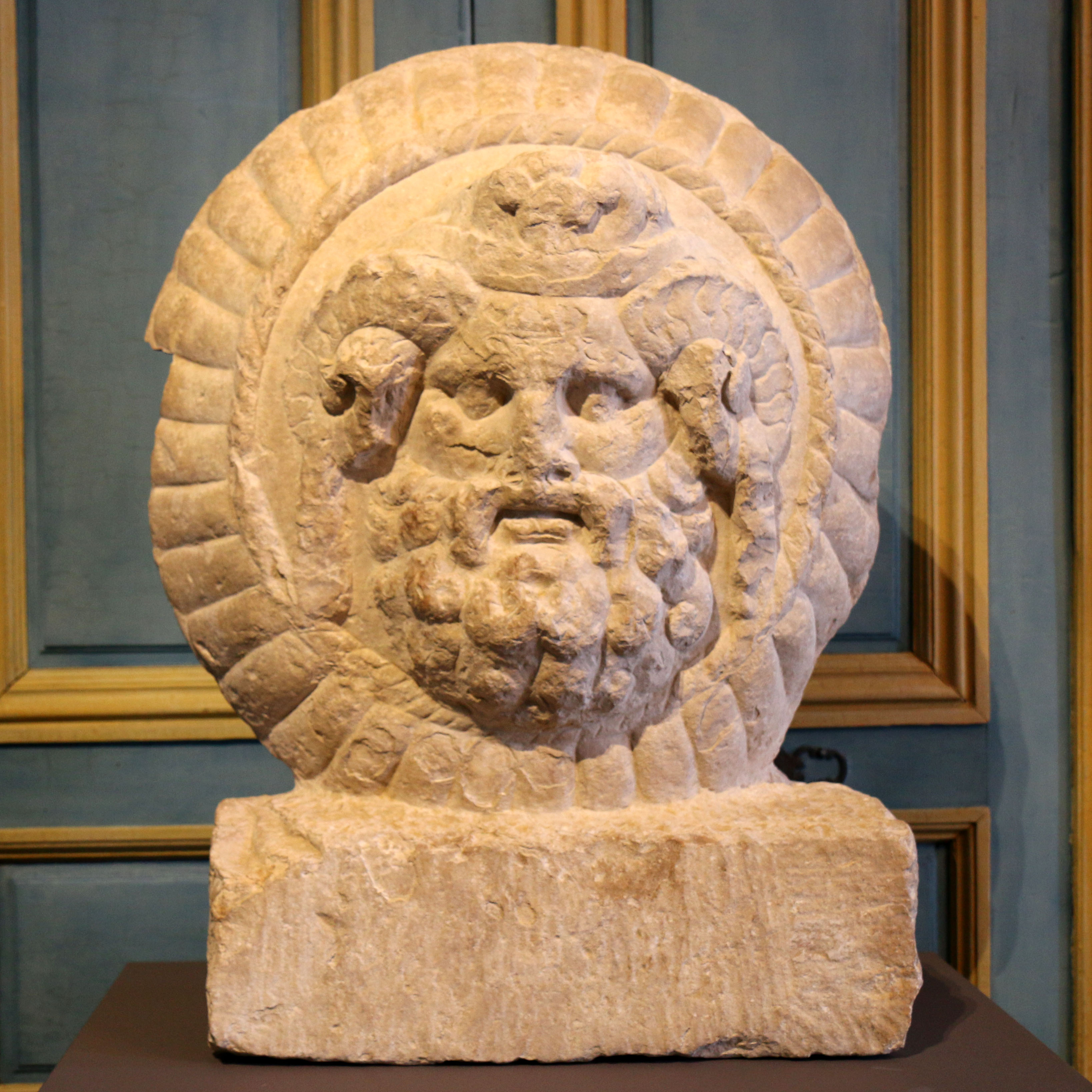
Medaglione di Ammon
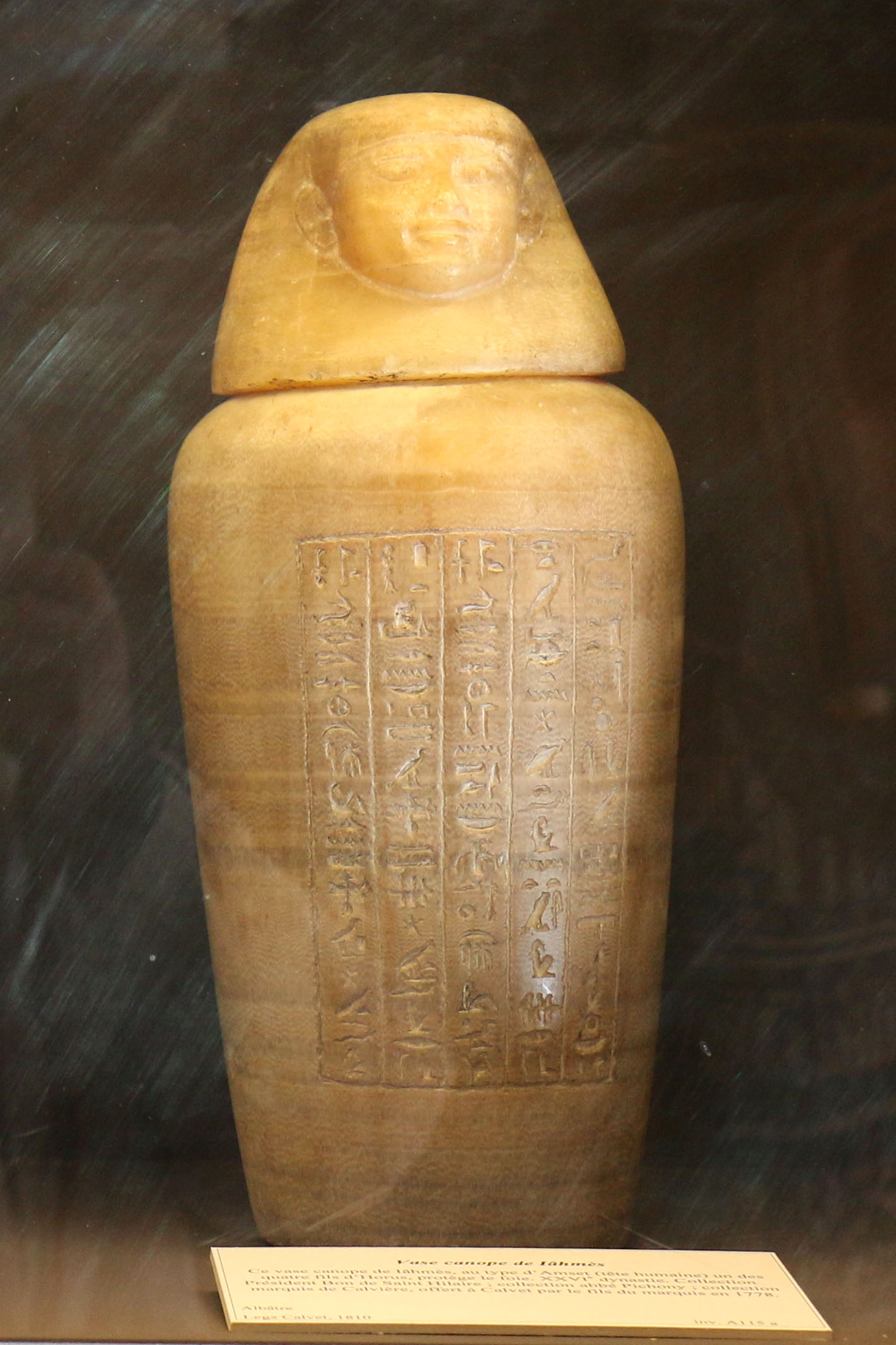
Vaso canopo
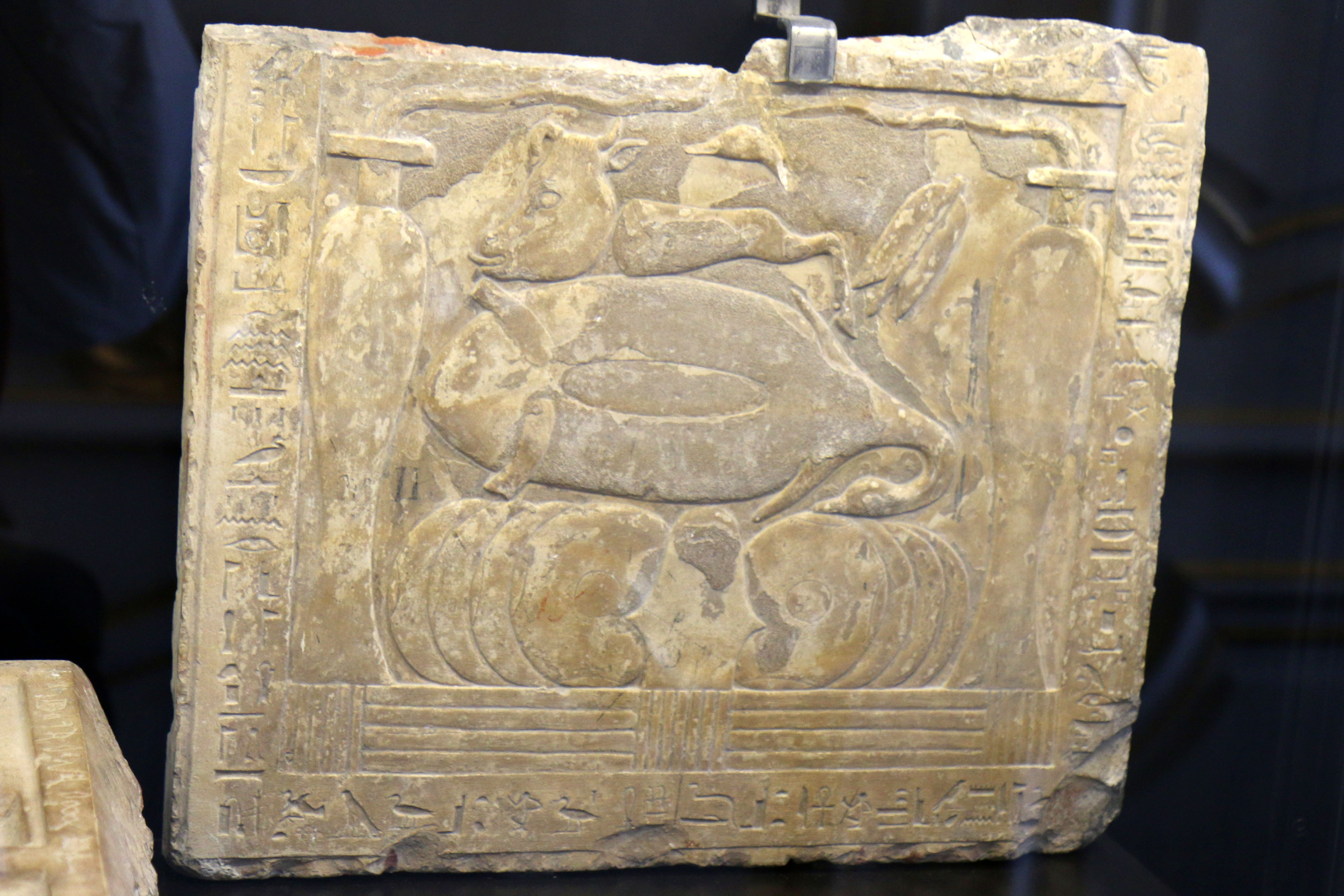
Tavola per le offerte di Harsiesi
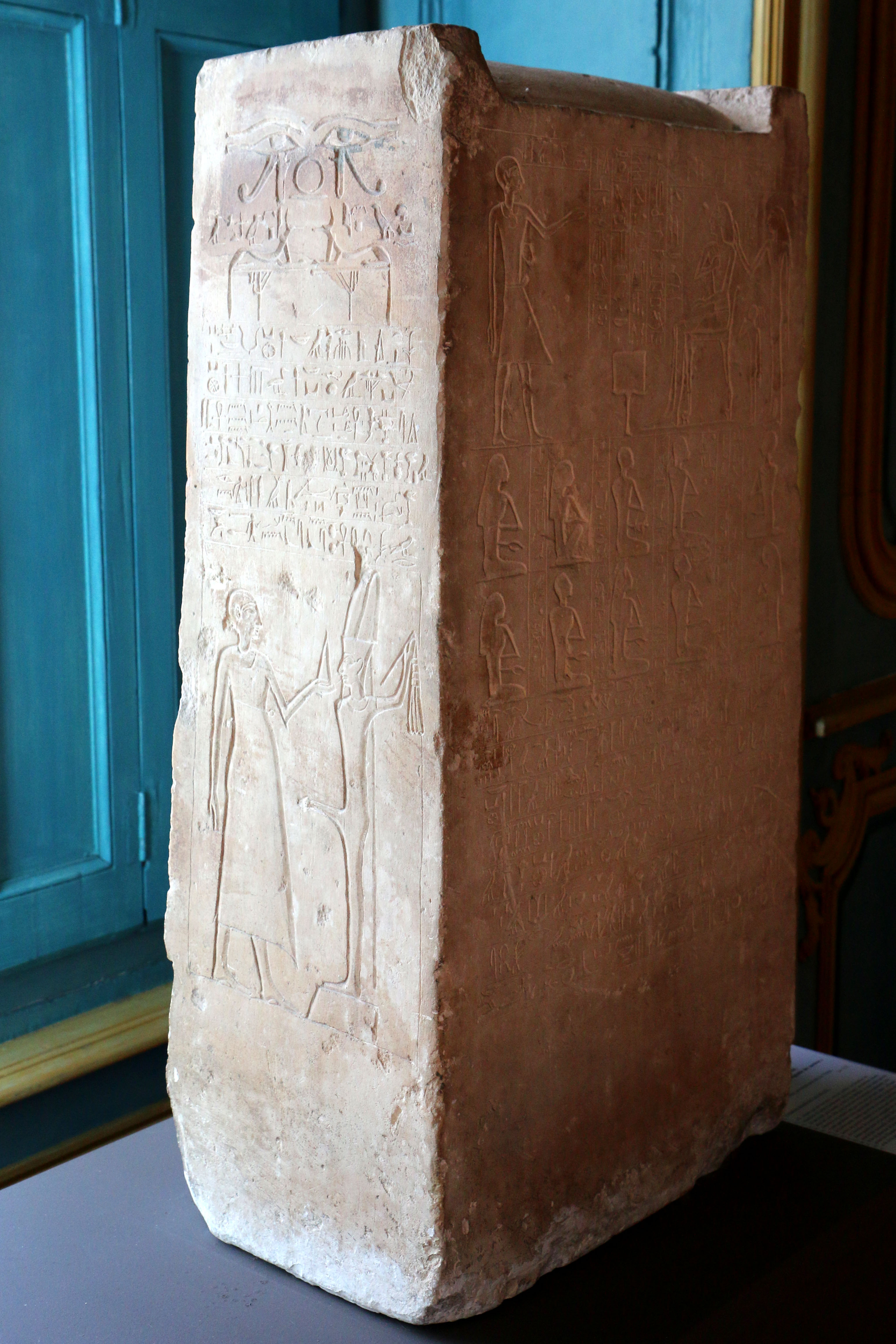
Ex-voto de YaÏ

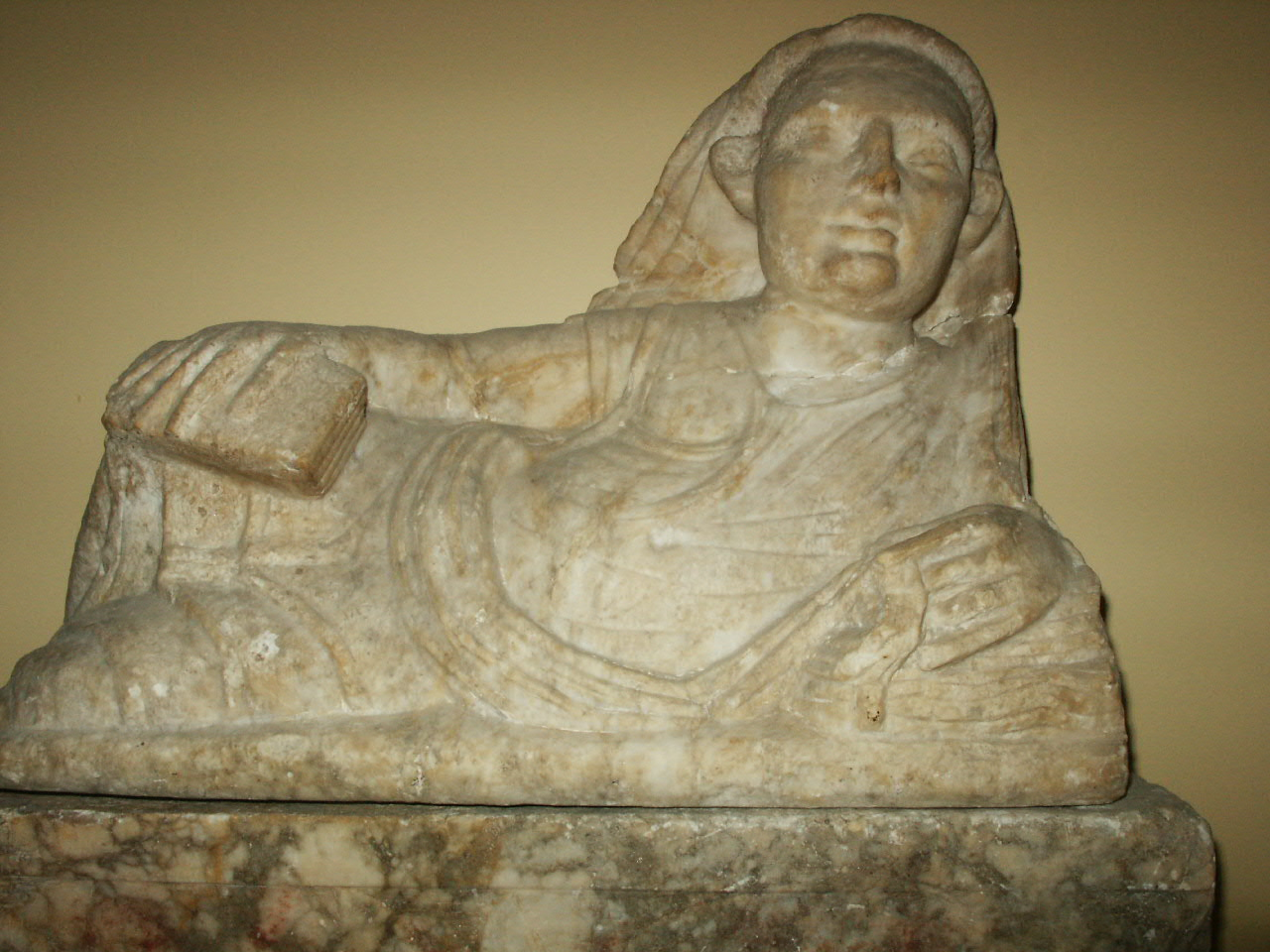
Sarcofago etrusco.
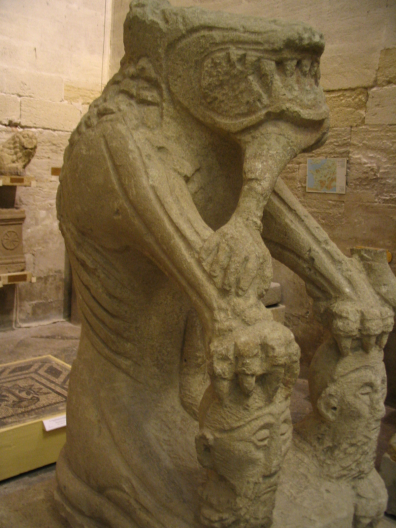
Tarasca di Noves. Epoca incerta.
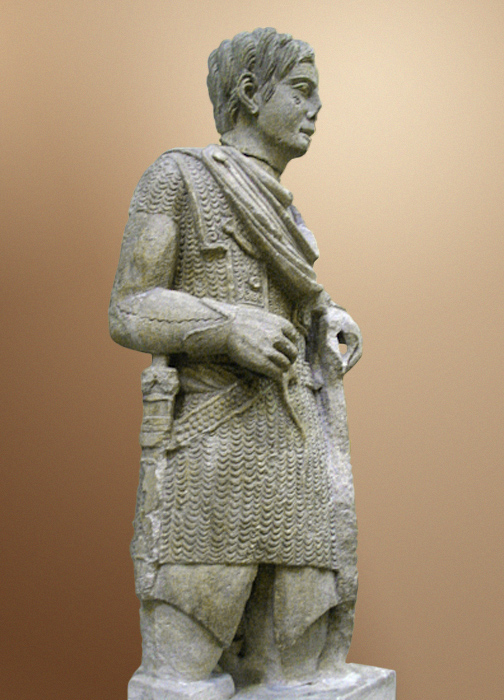
Guerriero gallo di Vachères.
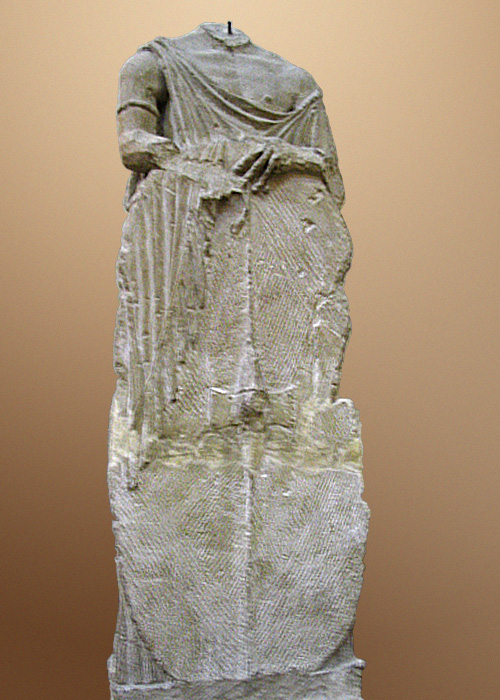
Guerriero gallo di Mondragon.
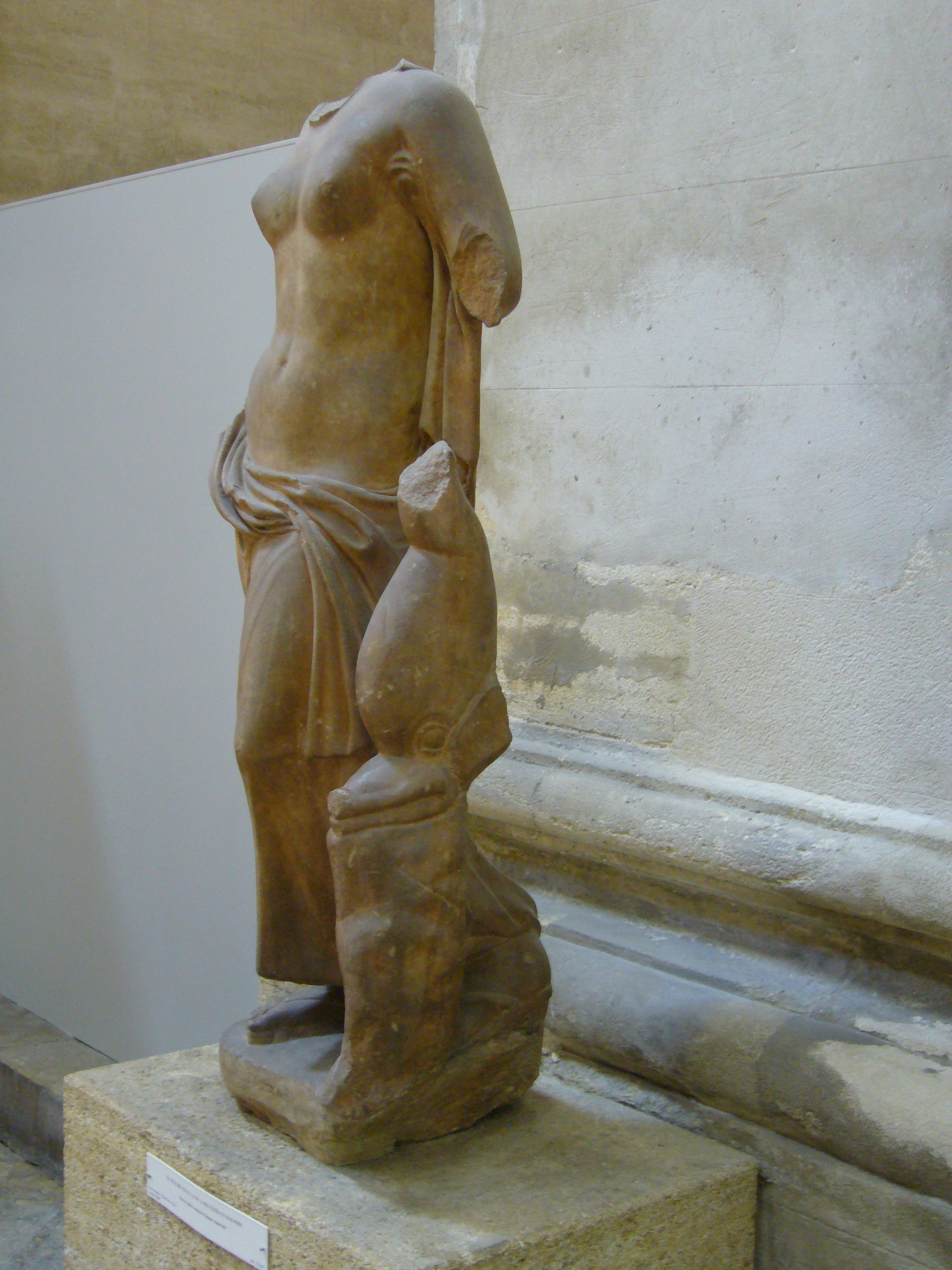
Venere e il delfino.

## Conservatori del Museo Calvet
Elenco dei Conservatori stilato dalla Fondazione Calvet.
- 1814-1823 : Pierre-Bertrand Dejean
- 1823-1838 : Joseph Guérin
- 1838-1840 : Marie-Charles-Jean-Louis-Casimir De Blégier
- 1841-1849 : Dominique-Victor-Hyacinthe Chaubaud
- 1849-1851 : Esprit Requien
- 1852-1890 : Augustin Deloye
- 1890-1906 : Léon-Honoré Labande
- 1906-1949 : Joseph Girard
- 1949-1984 : Georges De Loye
- 1984-1991 : Marie-Pierre Foissy-Aufrère
- 1995-2004 : Pierre Provoyeur
- 2005-2015 : Sylvain Boyer

### Conservatori del Museo lapidario
- Dal 1992 : Odile Cavalier

## La Fondazione Calvet
La "Fondation Calvet" è un Ente pubblico proprietario e amministratore delle opere del Museo Calvet e della sua biblioteca. Essa esercita le medesime funzioni nei confronti dei seguenti Musei avignonesi: "Musée lapidaire", "Musée du Petit Palais d'Avignon", "Musée Requien", "Musée Jouve",  "Musée juif comtadin", "Musée archéologique de l'Hôtel-Dieu de Cavaillon"..

## Collegamenti esterni

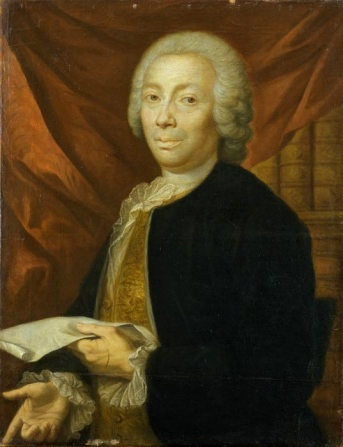
Esprit Calvet (1778-1780)
Ritratto di Philippe Sauvan (1698-1789), Museo Calvet.